# Plan XVII
Vous lisez un « bon article » labellisé en 2019.
Pour un article plus général, voir Mobilisation française de 1914.

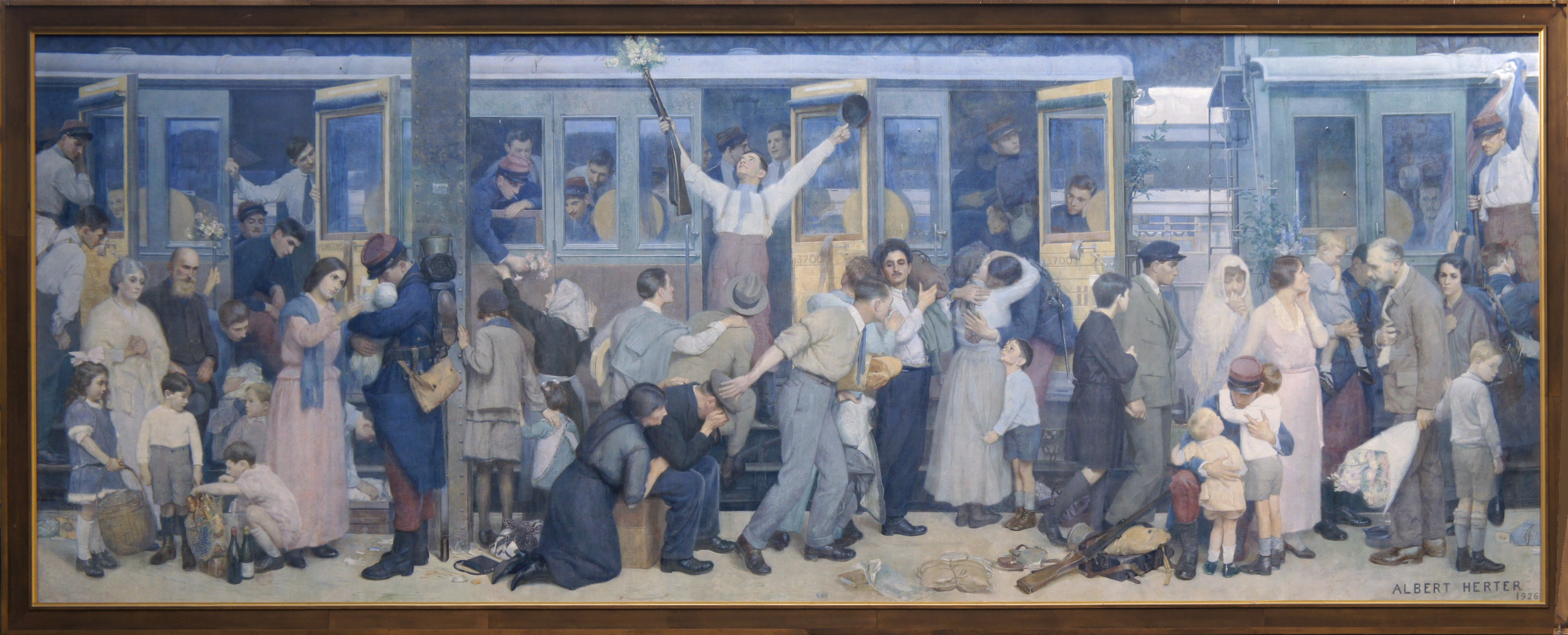
Albert Herter, Le Départ des poilus, août 1914, 1926, peinture de douze mètres sur cinq, exposée dans le hall Alsace de la gare de Paris-Est.

Le plan XVII est un plan militaire de l'Armée française préparé en 1913, applicable à partir du 15 avril 1914 et mis en œuvre le 2 août de la même année, au déclenchement de la Première Guerre mondiale. Il doit son nom au fait d'être le 17e depuis la fin de la guerre franco-allemande de 1870.
Il s'agit d'un plan de mobilisation et de concentration des forces françaises. Il prévoit l'augmentation massive des effectifs grâce à l'arrivée des réservistes (la mobilisation), puis le transport par chemin de fer des troupes (la concentration), sous la protection des unités frontalières (la couverture). La majeure partie du corps de bataille est envoyée le long des frontières franco-belge et franco-allemande (de Givet à Belfort), avec une variante pour faire face à une invasion de la Belgique par les armées allemandes. Les autres puissances militaires ont leur plan équivalent ; le plus connu est le plan allemand, surnommé le « plan Schlieffen ».
Le plan est mis en œuvre sous les ordres du commandant en chef français, le général Joffre. Il implique des offensives françaises en Haute-Alsace (à partir du 7 août), sur le plateau lorrain (à partir du 14 août) et dans les Ardennes belges (à partir du 21 août), toutes vouées à l'échec.

## La planification française de 1871 à 1914

### Principes de la planification
Les défaites lors de la guerre franco-allemande de 1870 entraînent une refonte complète de l'Armée française, en imitant le modèle prussien, avec d'abord le passage à la conscription en 1872 (loi Cissey), puis la création de 19 « régions de corps d'armée » (chacune fournissant un corps d'armée dès le temps de paix) en 1873. Cette armée de conscrits nécessite une sérieuse planification pour la mettre sur le pied de guerre. Le « plan de mobilisation et de concentration » désigne l'ensemble des documents prévoyant le transport, le déploiement et l'organisation de cette armée (la marine de guerre n'est pas concernée par le plan, mis à part pour le transport maritime). Le plan ne prévoit pas le détail des opérations qui doivent suivre, mais il est établi en fonction d'elles et les détermine. Le plan est régulièrement mis à jour, variant en fonction des différentes lois sur le recrutement (qui déterminent les effectifs), des commandants en chef successifs (qui sont plus ou moins offensifs), de la situation internationale (qui détermine les adversaires probables) et des renseignements sur le dispositif adverse (fournis par le 2e bureau).
Après le début de la mobilisation, le déploiement des troupes (appelé « concentration ») doit se faire essentiellement par chemin de fer, d'où la création de la Commission supérieure des chemins de fer qui travaille avec les différentes compagnies ferroviaires pour adapter le réseau aux besoins militaires. Les grandes lignes des plans successifs sont arrêtées au sein de l'État-Major de l'Armée par le bureau des opérations (3e bureau) ainsi que par le bureau des chemins de fer (4e bureau), puis validées par le Conseil supérieur de la guerre, avant d'être transmises aux bureaux militaires affectés à chaque compagnie ferroviaire (bureaux dirigés par les commissaires techniques des réseaux), qui se chargent des études de détail et de la rédaction des documents à envoyer à chaque unité (livrets de marche et fiches itinéraires), le tout entrant en fonction au printemps.
Ces plans prévoient dans le détail le transport ferroviaire (et maritime dans le cas des unités de l'armée d'Afrique) des différentes unités. Chacune se voit attribuer une date de départ à partir de celle du début de la mobilisation (par exemple le 7e jour) de son ou de ses lieux de garnison (certains régiments sont dispersés entre plusieurs casernes) : les premières troupes à partir sont celles affectées à la couverture, puis vient le tour des unités d'active, ensuite de la réserve pour finir par la territoriale et la logistique. Les corps d'armée, dispersés sur l'ensemble du territoire, sont affectés chacun à une ligne ferroviaire pour les déployer (« concentrer ») dans l'Est de la France, les regroupant finalement en un petit nombre d'armées.

### Plans antérieurs au plan XVII
L'Armée française, qui se réorganise au début de la Troisième République, établit et révise régulièrement son plan de mobilisation destiné à la mettre en ordre de bataille pour affronter la menace aux frontières : l'État-Major élabore successivement seize plans entre 1875 et 1914, soit un tous les deux ans.
Le passage d'un plan au suivant est déterminé par l'évolution des menaces (probabilité d'une guerre avec tel ou tel État voisin), un changement d'attitude (stratégie défensive ou offensive), l'augmentation des effectifs (création de régiments et développement de la réserve), la production d'armements (plus modernes et nombreux), la construction de fortifications (le système Séré de Rivières, puis sa modernisation), la modification de la couverture (de plus en plus renforcée) et l'amélioration du réseau ferroviaire (déplacements plus massifs et rapides). La principale menace reconnue étant l'Armée allemande ; les deux États s'espionnent mutuellement (mais le secret des plans est conservé), se livrent une course aux armements et réagissent rapidement au développement de leur adversaire.
Les premiers plans, du no I de 1875 au no VII de 1884, sont défensifs : l'initiative est laissée aux forces allemandes, les armées françaises intervenant seulement en contre-offensive en s'appuyant sur les fortifications toutes neuves du système Séré de Rivières. La remise en cause des forts maçonnées et surtout le début des tensions germano-russes permettent à l'État-Major de l'armée d'être un peu plus audacieuse, les plans nos VIII à XIII de 1887 à 1895 envisagent une prudente offensive en Lorraine. Puis, malgré l'alliance franco-russe, les plans nos XIV à XVI de 1898 à 1909 reviennent à une posture défensive par manque de confiance dans les unités de réservistes, laissées dans un premier temps en arrière. En 1911, la proposition du général Michel d'amalgamer la réserve à l'active (pour pouvoir se déployer jusqu'à la mer du Nord) est refusée par les autres officiers-généraux, son propre état-major et par le gouvernement, qui remplace Michel par Joffre le 28 juillet 1911. L'État-Major de l'armée modifie ensuite à la marge le plan XVI, avec les variantes no 1 de septembre 1911 et no 2 d'avril 1913.
Entre-temps, la situation évolue : la rencontre à Paris du 20 juillet 1911 avec les représentants du War Office britannique permet d'espérer le soutien de la British Army ; la réunion à Saint-Pétersbourg du 18/31 août 1911 avec les chefs de l'État-Major général russe voit la promesse mutuelle de passer à l'offensive dès le 15e jour de mobilisation ; l'attitude pacifique italienne permet d'affecter ailleurs l'armée des Alpes. Dès le 29 août 1911, Joffre prévoit d'être offensif : il s'agit d'organiser « l'offensive française et non la parade et la riposte à une offensive allemande. » L'étude du général Demange à l'automne 1912, très défensive, est rejetée. En 1913, l'augmentation des crédits militaires et des effectifs permet la création d'unités d'active (pas moins de 28 régiments), ce qui permet de créer dès le temps de paix une division d'infanterie (la 43e DI), deux divisions de cavalerie (les 9e et 10e DC) ainsi qu'un corps d'armée (le 21e CA) et de prévoir la formation de trois divisions de réserve (les 23e, 24e et 25e DR) et de trois divisions territoriales supplémentaires par rapport au plan XVI de 1909. Cela entraîne une refonte du déploiement : un 17e plan de mobilisation et de concentration est donc préparé pour tenir compte de ces évolutions.

## Plan XVII de 1914

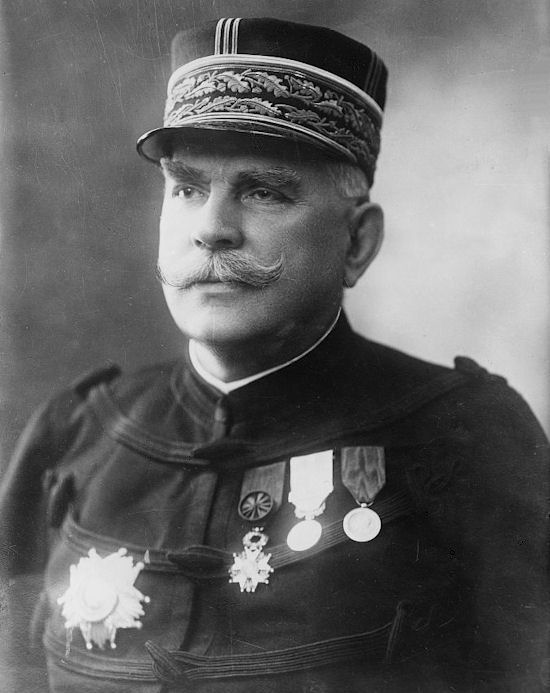
Le chef d'État-Major général de l'Armée (et généralissime désigné) est en 1913-1914 le général Joseph Joffre, issu du génie et spécialiste du transport ferroviaire.

Le plan de mobilisation et de concentration XVII de l'Armée française est préparé sous forme d'ébauche générale (ce document est appelé Bases du plan XVII) par l'État-Major au début de l'année 1913, sous l'autorité du chef de l'État-Major général, ce dernier le présentant devant le Conseil supérieur de la guerre qui le valide lors de la séance du 18 avril 1913 ; le ministre de la Guerre Eugène Étienne l'accepte le 2 mai 1913, puis les différents documents sont préparés et envoyés aux unités à la fin de l'hiver (par exemple les généraux désignés comme commandants d'armée se voient adresser le 7 février 1914 une directive par le général Émile Belin, major-général de l'État-Major en remplacement d'Édouard de Castelnau). Toutes les brigades de gendarmerie doivent mettre à jour leur journal de mobilisation (conservé au coffre-fort) et convoquer individuellement tous les réservistes pour procéder à l'échange de leur fascicule de mobilisation annexé au livret militaire ; ces distributions sont réalisées essentiellement de mars à avril, avec des exceptions qui ont attendu fin juillet.
Si le plan de couverture est exécutable dès fin décembre 1913 (à la suite de la création du 21e corps), les plans de mobilisation et de concentration deviennent applicables en remplacement des plans antérieurs le 15 avril 1914 ; l'ensemble (comprenant le plan de renseignement) est approuvé par le général Joseph Joffre le 28 mai 1914. Il est prévu que chaque unité de l'armée doit passer par trois temps : sa mobilisation, puis sa concentration et enfin sa participation aux opérations.

### Rapports de force
Parmi les puissances européennes, le plan reconnaît l'Allemagne comme le principal adversaire probable de la France. Pour l'Italie, « tout porte à croire qu'elle restera, au début, sur l'expectative, et se tiendra prête à intervenir, après les premiers événements, du côté où elle se sentira en mesure de satisfaire ses désirs de conquête ». L'Autriche-Hongrie est estimée comme incapable d'intervenir contre la France : elle est supposée affronter des adversaires dans les Balkans et sur sa frontière avec la Russie. L'Espagne n'a plus guère les moyens d'être agressive. La Russie est l'alliée de la France par la convention militaire du 18 août 1892 (ratifiée par Alexandre III le 19 décembre 1893 et par le gouvernement français le 4 janvier 1894). Quant au Royaume-Uni, il n'est plus vu comme un adversaire probable depuis l'« Entente cordiale », laissant même espérer un soutien. La Belgique et la Suisse sont strictement neutres.
En face, l'Armée allemande aligne 25 corps d'armée en temps de paix, complétés par des corps de réserve en cas de mobilisation que l'État-Major estime aux alentours d'une quinzaine. Le déploiement allemand est supposé massif le long des frontières occidentales de l'empire (estimé par le 2e bureau à 20 corps d'active, dont six en couverture, dix corps de réserve, huit divisions de cavalerie et huit divisions de réserve), avec peu de troupes laissées à l'Est, malgré la puissance de l'Armée russe (qui dispose dès le temps de paix de 37 corps d'armée et est capable d'aligner 150 divisions en cas de guerre). Pour contrer une attaque brusquée (lors des premiers jours du conflit, voire sans déclaration de guerre comme l'ont fait les Japonais à Port-Arthur en 1904), il faut prévoir un dispositif de « couverture » pour protéger la concentration, en avant des fortifications du Nord-Est. Comme la flotte de guerre française est surclassée par l'allemande, il est prévu de la concentrer en Méditerranée ; un débarquement côtier étant donc possible, il faut maintenir des divisions le long du littoral. Enfin, le passage des forces allemandes par le territoire de la Belgique ou de la Suisse est envisagé, que ce soit avec l'autorisation de ces États ou non, ce qui impose d'étendre le déploiement aux frontières avec ces deux États.
De la part de l'Armée russe, l'État-Major français espère beaucoup. Elle a des effectifs pléthoriques avec ses 150 divisions mobilisables (114 d'infanterie et 36 de cavalerie), mais sa mobilisation nécessite trois mois. Par la convention de 1894, les Russes se sont engagés qu'en cas de guerre avec seulement l'Allemagne ils attaqueraient celle-ci avec toutes leurs forces ; en cas de guerre avec l'Allemagne et l'Autriche-Hongrie, 800 000 Russes seraient déployés face à la première, le reste des troupes face à la seconde. Joffre fait deux visites à Saint-Pétersbourg, en juillet 1912 et en août 1913, recevant comme promesse du général Jilinski (chef de l'État-Major général) que la Russie lancerait sa première offensive dès le 15e jour après le début de la mobilisation, en utilisant ses troupes d'active.
Le soutien du Royaume-Uni est incertain, mais des négociations sont menées entre état-major, préparant une cobelligérance. Sur le plan naval, la puissante Royal Navy prendrait en charge la mer du Nord et la Manche, tandis que la Marine nationale se concentrerait en Méditerranée. Sur le plan terrestre, la petite mais professionnelle British Army ne dispose que de six divisions d'infanterie et une de cavalerie, dont tout ou partie peut être envoyé dans le Nord de la France.
Vis-à-vis de la Belgique, l'État-Major attend d'elle surtout l'autorisation de passer sur son territoire, car le franchissement de la frontière sans son autorisation rendrait impossible le soutien britannique. La neutralité interdit aux militaires belges et suisses de préparer une collaboration avec les puissances voisines et les oblige à disposer leurs troupes sur la défensive contre tous leurs voisins. Le plan français n'évoque les six divisions belges que pour mémoire, ayant plus de considération pour les capacités de l'Armée suisse (six grosses divisions à trois brigades chacune). Les fortifications belges (autour de Liège, de Namur et d'Anvers) ne sont pas évoquées, car les Français estiment que les forces allemandes ne dépasseront pas la ligne Sambre et Meuse :

« Pour envahir la Belgique, nos adversaires ne disposeront tout au plus que de dix corps d'armée […] Eh bien général, voici un double décimètre, veuillez mesurer la distance qui sépare Malmedy de Lille et calculer le développement dangereux pour leurs troupes d'un mouvement aussi excentrique par rapport à leur ligne d'invasion. Ce serait une grave imprudence de leur part ! Mais ils ne commettront pas cette faute et nous n'aurons pas cette chance-là ! »

— Castelnau (sous-chef de l'État-Major de 1911 à 1913) au général Lebas (gouverneur de Lille).

### Mobilisation
La mobilisation désigne la mise sur le pied de guerre de l'armée, que ce soit par augmentation des effectifs des unités déjà existantes en temps de paix (les unités de l'active), ou par création de formations (les unités de la réserve et de la territoriale).

#### Active

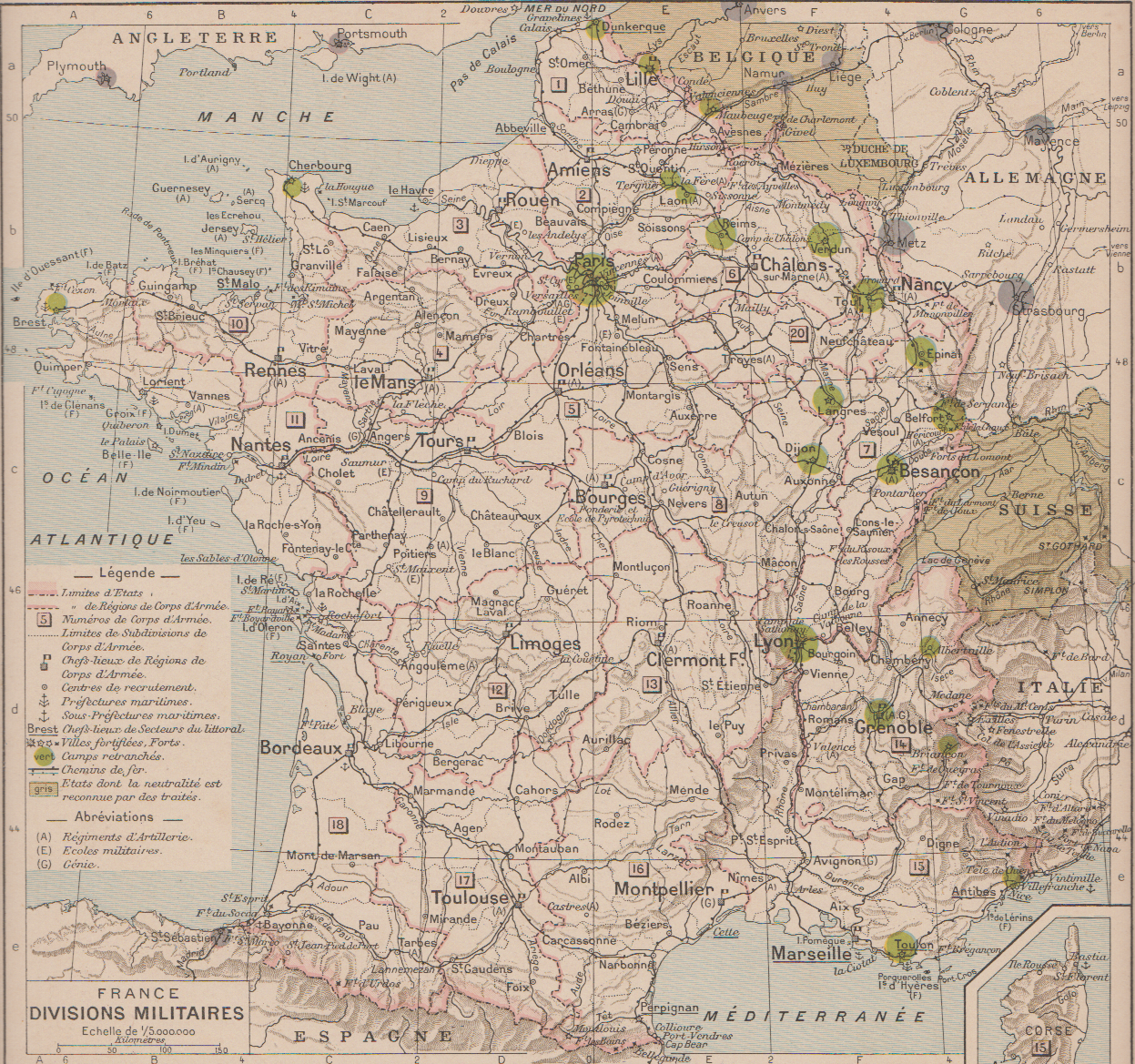
En 1914, le territoire français (métropole et Algérie) est subdivisé en 21 régions militaires. Carte de l'organisation en 1907, avec les fortifications, les limites des 19 régions militaires métropolitaines de l'époque (il manque la, créée en 1913) et du réseau ferroviaire.

L'« active » désigne les hommes sous l'uniforme en temps de paix, qu'ils fassent leur service militaire (de leurs 21 à leurs 23 ans) ou qu'ils soient des professionnels (nombreux au sein du corps des officiers, des troupes coloniales et de la Légion étrangère), ainsi que les unités composées majoritairement de ces militaires, en opposition à la réserve et à la territoriale qui ne sont levées qu'à l'occasion de la mobilisation ou d'entraînements de courtes périodes. L'État-Major français bénéficie d'une augmentation (à sa demande) des moyens mis à sa disposition dès le temps de paix, grâce à une série de textes législatifs renforçant les effectifs de l'armée, ces textes étant appliqués progressivement :
- la loi des cadres de l'infanterie du 23 décembre 1912 créant dix régiments d'infanterie (portant les unités d'active à 173 RI, 12 d'infanterie coloniale, 12 de tirailleurs, 4 de zouaves et 31 BCP)[n 3], portant l'effectif par compagnie à 140 hommes (200 dans les corps frontaliers, toutes poussées à 250 lors de la mobilisation) et augmentant le nombre d'officiers d'active pour encadrer la réserve[43] ;
- le décret du 19 mars 1913 créant huit régiments de tirailleurs et deux de zouaves[44] ;
- la loi des cadres de la cavalerie du 31 mars 1913, créant quatre régiments (portant les unités à 12 de cuirassiers, 32 de dragons, 23 de chasseurs, 14 de hussards, 6 de chasseurs d'Afrique et 4 de spahis)[n 4] ; chaque corps d'armée doit avoir un régiment en soutien, le reste formant dix divisions[45] ;
- la loi du 7 août 1913 (loi Barthou, ou « loi des Trois ans ») portant à trois ans le service militaire (la classe 1912 est incorporée en octobre, la classe 1913 en novembre)[45] ;
- le décret du 26 septembre 1913 créant le 21e corps à Épinal[46] et la 43e division à Saint-Dié (permettant de renforcer la couverture) ;
- la loi du 15 avril 1914 créant cinq régiments d'artillerie lourde (destinés aux armées, équipés avec des obusiers de 120 mm Baquet et de 155 mm Rimailho) et 14 batteries à cheval (portant le total à 30 batteries, regroupées en dix groupes destinés aux divisions de cavalerie, équipées avec des canons de 75 mm)[n 5].

La création du protectorat français au Maroc occupe depuis 1912 de nombreuses unités de l'armée d'Afrique, donc le 19e corps dans sa totalité ne peut plus être envoyé en métropole ; en compensation, les divisions de Constantine et d'Alger doivent fournir chacune une division d'infanterie lors de la mobilisation, qui prendront les numéros 37 et 38. La création de la 44e division d'infanterie est prévue à partir d'unités d'active des 14e et 15e régions militaires stationnées dans les Alpes et libérées en cas de neutralité italienne.
| Régions militaires (corps d'armée) | Sièges des régions | Divisions stationnées en temps de paix                                                     |
| ---------------------------------- | ------------------ | ------------------------------------------------------------------------------------------ |
| GMP                                | Paris              | 1re DC (Paris), 7e DC (Melun) et 1re DIC (Paris)                                           |
| Ire                                | Lille              | 1re DI (Lille) et 2e (Arras) DI                                                            |
| IIe                                | Amiens             | 3e DI (Amiens), 4e DI (Mézières) et 4e DC (Sedan)                                          |
| IIIe                               | Rouen              | 5e DI (Rouen) et 6e DI (Paris)                                                             |
| IVe                                | Le Mans            | 7e DI (Paris) et 8e DI (Le Mans)                                                           |
| Ve                                 | Orléans            | 9e DI (Orléans) et 10e DI (Paris)                                                          |
| VIe                                | Châlons-sur-Marne  | 12e DI (Reims), 40e DI (Saint-Mihiel), 42e DI (Verdun), 3e DC (Compiègne) et 5e DC (Reims) |
| VIIe                               | Besançon           | 14e DI (Belfort), 41e DI (Remiremont) et 8e DC (Dole)                                      |
| VIIIe                              | Bourges            | 15e DI (Dijon) et 16e DI (Bourges)                                                         |
| IXe                                | Tours              | 17e DI (Châteauroux), 18e DI (Angers) et 9e DC (Tours)                                     |
| Xe                                 | Rennes             | 19e DI (Rennes) et 20e DI (Saint-Servan)                                                   |
| XIe                                | Nantes             | 21e DI (Nantes), 22e DI (Vannes) et 3e DIC (Brest)                                         |
| XIIe                               | Limoges            | 23e DI (Angoulême) et 24e DI (Périgueux)                                                   |
| XIIIe                              | Clermont-Ferrand   | 25e DI (Saint-Étienne) et 26e DI (Clermont-Ferrand)                                        |
| XIVe                               | Lyon               | 27e DI (Grenoble), 28e DI (Chambéry) et 6e DC (Lyon)                                       |
| XVe                                | Marseille          | 29e DI (Nice), 30e DI (Avignon) et 2e DIC (Toulon)                                         |
| XVIe                               | Montpellier        | 31e DI (Montpellier) et 32e DI (Perpignan)                                                 |
| XVIIe                              | Toulouse           | 33e DI (Montauban), 34e DI (Toulouse) et 10e DC (Montauban)                                |
| XVIIIe                             | Bordeaux           | 35e DI (Bordeaux) et 36e DI (Bayonne)                                                      |
| XIXe                               | Alger              | divisions d'Alger, d'Oran et de Constantine                                                |
| XXe                                | Nancy              | 11e DI (Nancy), 39e DI (Toul) et 2e DC (Lunéville)                                         |
| XXIe                               | Épinal             | 13e DI (Chaumont) et 43e DI (Saint-Dié)                                                    |

#### Réserve et territoriale

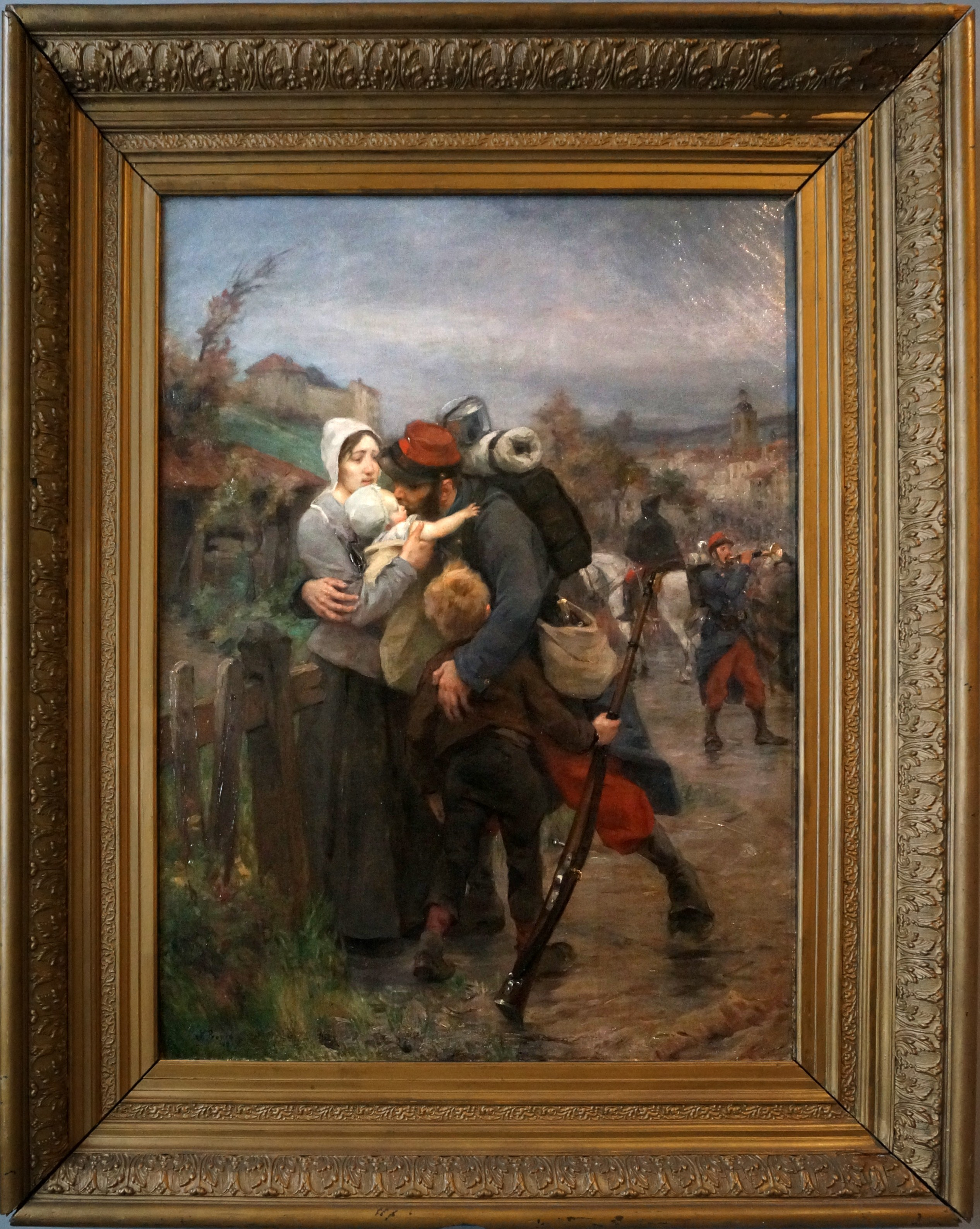
Victor Prouvé, Les adieux d'un réserviste ou Pour la Patrie, 1887. Cet homme porte au col le numéro du, en garnison à Nancy de 1887 à 1917.

La « réserve » désigne au début du XXe siècle des unités composées majoritairement d'hommes encore jeunes (de 24 à 34 ans) ayant terminé leur service militaire et ayant été rendus à la vie civile (appelés « réservistes »), mais rappelés pour une courte période d'entraînement ou lors d'une mobilisation. En plus des réservistes qui complètent les unités d'active, le plan XVII prévoit de lever lors de la mobilisation des régiments et bataillons « de réserve » (anciennement appelés « régiments régionaux » et « régiments de place »), composés essentiellement avec des réservistes encadrés par un petit « cadre d'active ».
Le recours aux réservistes est au centre de nombreux débats politiques, notamment lors du débat sur la loi des Trois ans : alors que la gauche y est favorable, une grande partie du commandement militaire, autour du général de Castelnau, soutenue par la droite du Parlement, exprime des doutes sur leur valeur tactique. Le député Paul Bénazet déclare : « Comment voulez-vous que, dans l'ouragan de la bataille, l'homme marié ne songe pas à la femme et aux enfants dont il est le soutien ? ». Ils constituent pourtant un apport essentiel lorsque le conflit s'inscrira dans la durée.
Un régiment d'infanterie de réserve est créé au sein du dépôt de chacun des régiments d'infanterie (le nouveau portant le numéro de l'ancien augmenté de 200), tandis qu'un bataillon supplémentaire est créé au dépôt de chacun des bataillons de chasseurs à pied (le nouveau portant le numéro de l'ancien augmenté de 40). Les régiments de réserve ne sont désormais plus prévus comme les régiments d'active avec trois bataillons, mais avec seulement deux pour améliorer leur encadrement (officiers et sous-officiers plus nombreux). Il n'a pas de création de nouveaux régiments dans la cavalerie ou le génie, mais d'une part une augmentation des effectifs, avec d'autre part la création dans les régiments de cavalerie d'un 5e et d'un 6e escadrons et dans le génie de plusieurs nouvelles compagnies et détachements. Ces unités de réserve sont affectées soit à la constitution de divisions de réserve (le plan XVI prévoyait de créer 22 DR, le plan XVII 25), soit au renforcement des corps d'armée, à raison d'un régiment de réserve (remplacé par deux bataillons de chasseurs à pied dans les zones forestières) par division.
La « territoriale » désigne alors des unités composées majoritairement des hommes les plus âgés (de 35 à 48 ans). En cas de mobilisation ou lors des courtes périodes d'entrainement, des régiments d'infanterie territoriale, des escadrons territoriaux de cavalerie, des groupes territoriaux d'artillerie et des bataillons territoriaux du génie sont créés. Plusieurs de ces unités doivent être regroupées pour former douze divisions d'infanterie territoriale (DIT), qui peuvent être soit des divisions territoriales de campagne (huit DTC), soit de place (quatre DTP, avec peu de mobilité).
| Régions militaires | Sièges des régions | Divisions d'active                    | Divisions de réserve                          | Divisions de territoriale             |
| ------------------ | ------------------ | ------------------------------------- | --------------------------------------------- | ------------------------------------- |
| Ire                | Lille              | -                                     | 51e DR (Arras)                                | -                                     |
| IIe                | Amiens             | -                                     | 52e DR (Mézières)                             | 81e DTC (Amiens)                      |
| IIIe               | Rouen              | -                                     | 53e DR (Rouen)                                | 82e DTC (Rouen)                       |
| IVe                | Le Mans            | -                                     | 54e DR (Le Mans)                              | 83e DTP (Chartres) et 84e DTC (Laval) |
| Ve                 | Orléans            | -                                     | 55e DR (Orléans)                              | -                                     |
| VIe                | Châlons            | -                                     | 56e (Châlons), 69e (Reims) et 72e DR (Verdun) | -                                     |
| VIIe               | Besançon           | -                                     | 57e DR (Belfort)                              | -                                     |
| VIIIe              | Bourges            | -                                     | 58e DR (Dijon)                                | -                                     |
| IXe                | Tours              | -                                     | 59e DR (Angers)                               | 85e (Châteauroux) et 86e DTP (Angers) |
| Xe                 | Rennes             | -                                     | 60e DR (Rennes)                               | 87e DTC (Saint-Servan)                |
| XIe                | Nantes             | -                                     | 61e DR (Vannes)                               | 88e DTC (Nantes)                      |
| XIIe               | Limoges            | -                                     | 62e DR (Angoulême)                            | 89e DTP (Angoulême)                   |
| XIIIe              | Clermont-Ferrand   | -                                     | 63e DR (Clermont-Ferrand)                     | -                                     |
| XIVe               | Lyon               | 44e DI (Lyon)                         | 64e (Grenoble) et 74e DR (Chambéry)           | -                                     |
| XVe                | Marseille          | -                                     | 65e (Nice) et 75e DR (Avignon)                | -                                     |
| XVIe               | Montpellier        | -                                     | 66e DR (Montpellier)                          | 90e DTC (Perpignan)                   |
| XVIIe              | Toulouse           | -                                     | 67e DR (Montauban)                            | 91e DTC (Toulouse)                    |
| XVIIIe             | Bordeaux           | -                                     | 68e DR (Bordeaux)                             | 92e DTC (Bordeaux)                    |
| XIXe               | Alger              | 37e (Philippeville) et 38e DI (Alger) | -                                             | -                                     |
| XXe                | Nancy              | -                                     | 70e (Neufchâteau) et 73e DR (Toul)            | -                                     |
| XXIe               | Épinal             | -                                     | 71e DR (Épinal)                               | -                                     |

#### Moyens mobilisés
Les forces armées françaises doivent augmenter massivement lors de la mobilisation pour se mettre sur le pied de guerre. En métropole, le nombre d'unités (en dehors de celles restant aux dépôts) doit passer selon le plan :
- de 598 bataillons d'infanterie à 1 525 (642 d'active, 406 de réserve et 410 de territoriale), d'environ 1 100 hommes (regroupés en quatre compagnies de 254 fantassins) ;
- de 300 escadrons de cavalerie à 545 (316 d'active, 176 de réserve et 37 de territoriale) d'environ 120 hommes (en quatre pelotons de 30 cavaliers) ;
- de 816 batteries d'artillerie à 1 468 (1 042 d'active, 265 de réserve et 161 de territoriale), chacune de quatre canons (un groupe est en général composé de trois batteries) ;
- de 189 compagnies et détachements du génie à 508[53].

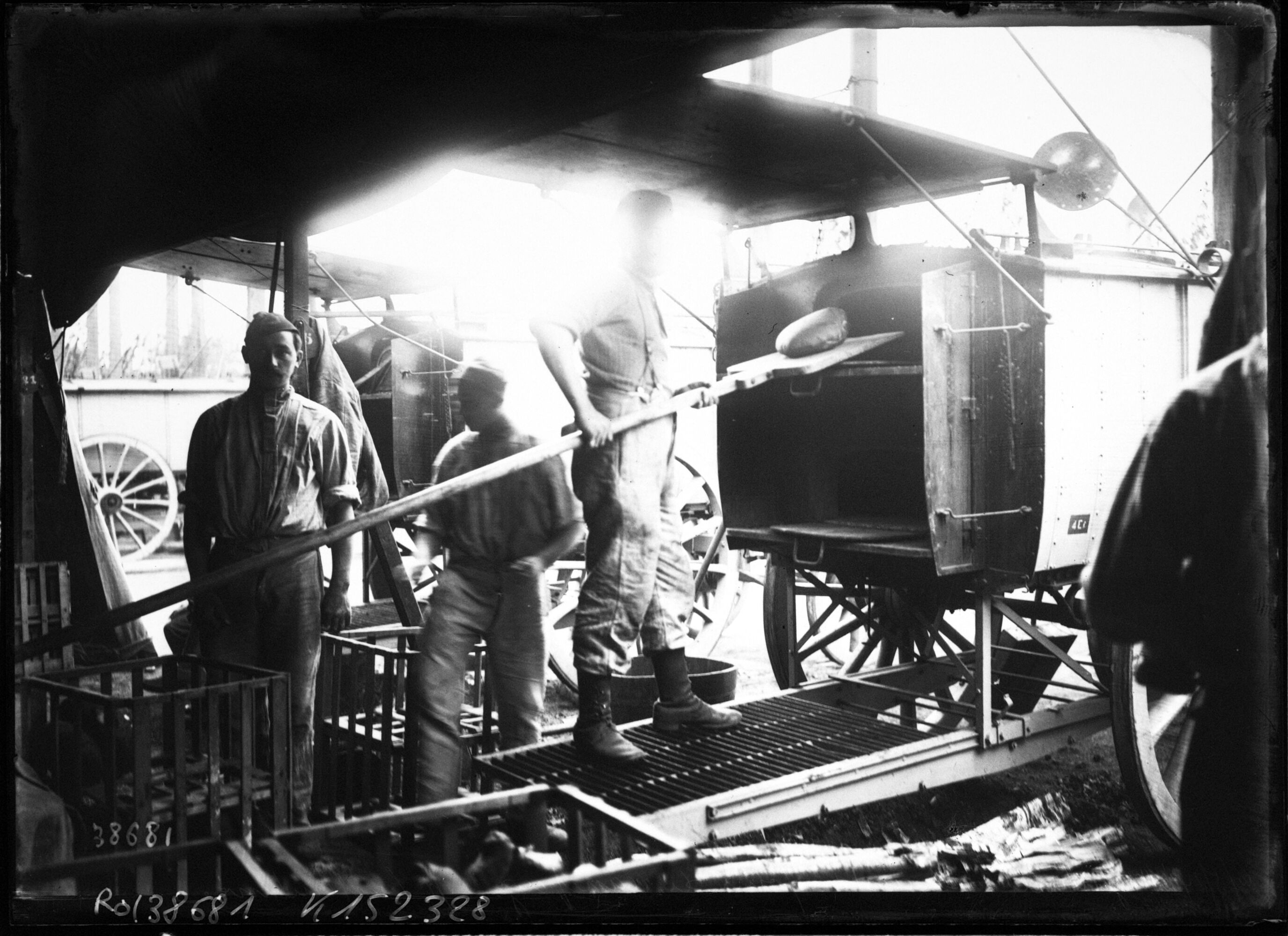
Essai de fours à pain mobiles par l'armée à Argenteuil en mai 1914 : il faut nourrir plus de 3 millions d'hommes.

Les 43 divisions d'infanterie, les trois divisions d'infanterie coloniale (la 1re DIC doit être fractionnée lors de la mobilisation) et les dix divisions de cavalerie du temps de paix passent à leur effectif du temps de guerre (18 000 hommes pour une DI et 5 250 pour une DC), et sont dans le même temps renforcées par trois autres divisions d'active (les 37e et 38e d'Afrique, ainsi que la 44e des Alpes), 25 divisions de réserve (chacune de 18 000 hommes) et 12 divisions de territoriale (chacune de 15 000 hommes). L'ensemble de ces 95 divisions représente une force de 1 681 100 hommes, auxquels se rajoutent les garnisons (821 400), les dépôts (680 000), les garde-voies (210 000), les éléments d'armée (187 500) et les troupes dispersées aux colonies. Ce sont 3 580 000 hommes qui sont concernés par la mobilisation. S'y rajoutent différents services, tels que les unités aéronautiques, ou le service automobile.
Chaque division d'infanterie est composée de deux brigades d'infanterie à deux régiments, plus un escadron de cavalerie, un régiment d'artillerie (à trois groupes) et une compagnie du génie. Chaque division de cavalerie est composée de trois brigades à deux régiments, plus un groupe cycliste, un groupe d'artillerie et un détachement de sapeurs cyclistes. Chaque corps d'armée est composé de deux divisions d'infanterie (sauf le 6e corps à trois divisions) avec en prime des unités non-endivisionnées à raison d'un régiment de cavalerie (à quatre escadrons), d'un régiment d'artillerie (à quatre groupes) et d'un bataillon du génie (à quatre compagnies).

### Concentration
La « concentration » désigne le transport et le déploiement des différentes troupes, dont l'organisation et les zones de concentration dépendent de leurs missions ; ces missions établies par l'État-Major dépendent elles de la topographie (le relief et les massifs forestiers), du réseau ferroviaire, du contexte diplomatique (l'attitude des États voisins), de la volonté plus ou moins offensive du commandant français et des intentions prêtées aux adversaires.

#### Organisation

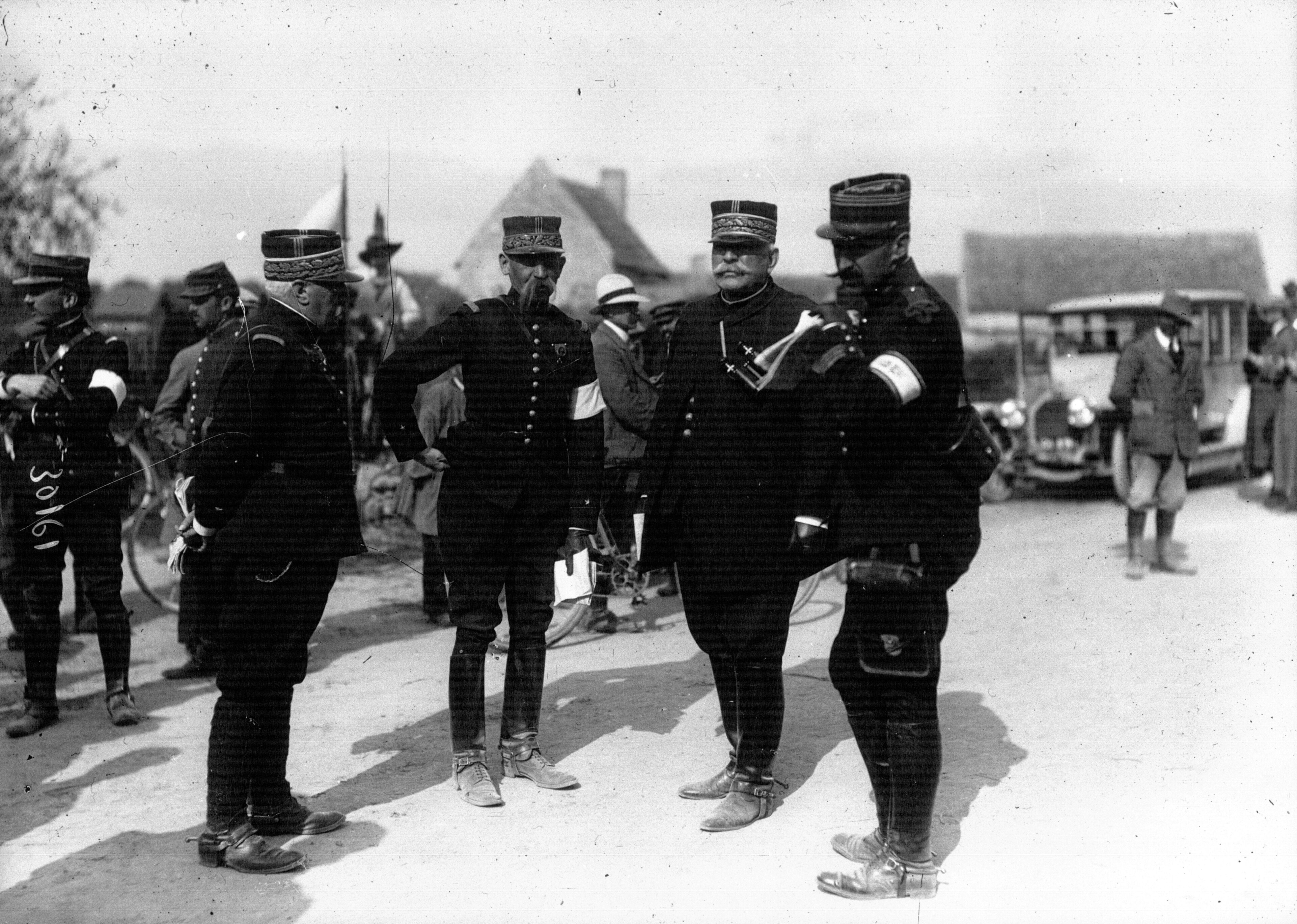
Les grandes manœuvres de l'Est en 1912 : les généraux Castelnau et Joffre avec deux arbitres (brassard blanc à la manche). Les brigades, divisions et corps d'armée ne sont regroupés en temps de paix qu'à l'occasion des manœuvres d'automne.

Le plan prévoit l'envoi sur le théâtre d'opérations du Nord-Est de la quasi-totalité des unités d'active, pour faire jeu égal avec celles allemandes. L'État-Major appréhende l'emploi des unités de réserve : « Sans doute on ne saurait dans aucun cas assimiler des unités de réserve à des unités actives. C'est à ces dernières unités que le commandement fera surtout appel pour l'exécution des manœuvres offensives dont dépend le succès des opérations, comptant sur leur instruction meilleure, sur leur entrainement supérieur et sur la solidarité des liens tactiques qui unissent tous leurs éléments ». Le plan XVII renforce l'encadrement de la réserve (avec quelques officiers d'active) et prévoit de les déployer en arrière pour prendre le temps d'améliorer leur cohésion.
Tous les corps d'armée (20 plus le corps colonial) se trouvant en métropole doivent être regroupés au sein de cinq armées déployées dans l'Est, celles-ci renforcées par sept divisions de cavalerie. Trois divisions de cavalerie sont prévues pour former un corps de cavalerie sur le flanc gauche, tandis que la majorité des divisions de réserve est regroupée par trois au sein de quatre « groupes de divisions de réserve » (GDR). L'armée des Alpes, chargée de la surveillance de la frontière italienne, doit être surtout composée des divisions de réserve locales. Quant aux divisions territoriales, elles doivent être affectées à la défense du camp retranché de Paris, ainsi qu'à l'observation des littoraux (en cas de débarquement ennemi) et de la frontière espagnole (de part et d'autre des Pyrénées). Quelques unités sont laissées en réserve générale : le commandant en chef doit ainsi disposer des 37e, 38e et 44e DI (qui peuvent être envoyées sur Laon, Besançon ou Châlons), tandis que le ministre de la Guerre conserve le contrôle de la 67e DR (qui doit se concentrer au camp de Mailly) ainsi que des 61e et 62e DR (dans l'agglomération parisienne).
Plusieurs commandements sont attribués dès le temps de paix : le chef de l'État-Major général de l'Armée (Joffre) est le commandant en chef (« généralissime ») désigné, les commandants d'armée, de GDR et du corps de cavalerie sont choisis parmi les autres membres du Conseil supérieur de la guerre (Archinard, Michel, Laffon de Ladébat, Langle de Cary, Dubail, Sordet, Ruffey, Castelnau, Lanrezac, d'Amade, Belin et Ébener), tandis que les commandants des corps d'armée et des divisions d'active sont déjà en place. Il reste à nommer les commandants des divisions de réserve et de territoriale. Le déploiement, la chaîne de commandement, la coopération interarmes et la tactique sont testés régulièrement à presque toutes les échelles (corps, divisions et brigades) lors des grandes manœuvres annuelles, en automne. Par exemple du 3 au 10 septembre 1913, les manœuvres de cavalerie au camp de Sissonne voient la réunion de trois divisions de cavalerie sous les ordres du général Sordet, reconstituant ainsi temporairement le futur corps de cavalerie. Quant aux membres de l'État-Major de l'Armée et ceux de l'École de guerre, ils s'entraînent en participant à deux exercices chaque année, l'un en hiver sur carte, l'autre au printemps sur le terrain (« voyage d'état-major », à Bar-le-Duc en 1912, Auxerre en 1913 et Saint-Quentin en 1914).
|                                    | Commandants désignés      | Zones de concentration                                                              | Composition : corps et divisions                                                      | Effectifs  | Missions                                                                  |
| 1re armée (armée de Dole)          | Augustin Dubail           | autour de Remiremont et Charmes                                                     | cinq corps (7e, 8e, 13e, 14e et 21e), soit dix DI, plus les 6e et 8e DC               | 266 452 h. | attaquer vers Mulhouse et Sarrebourg                                      |
| 2e armée (armée de Dijon)          | Édouard de Castelnau      | autour de Pont-Saint-Vincent et Neufchâteau                                         | cinq corps (9e, 15e, 16e, 18e et 20e), soit dix DI, plus les 2e et 10e DC             | 323 445 h. | attaquer vers Morhange                                                    |
| 3e armée (armée de Châlons)        | Pierre Ruffey             | autour de Saint-Mihiel et Verdun                                                    | trois corps (4e, 5e et 6e), soit sept DI, plus la 7e DC                               | 237 257 h. | surveiller la place de Metz                                               |
| 4e armée (armée de Fontainebleau)  | Fernand de Langle de Cary | autour de Saint-Dizier et Bar-le-Duc                                                | trois corps (12e, 17e et CAC), soit six DI, plus la 9e DC                             | 159 588 h. | en réserve sur l'Argonne                                                  |
| 5e armée (armée de Paris)          | Charles Lanrezac          | d'Hirson à Dun-sur-Meuse                                                            | cinq corps (1er, 2e, 3e, 10e et 11e), soit dix DI, plus la 4e DC et les 52e et 60e DR | 299 350 h. | surveiller la frontière belge dans le massif ardennais                    |
| Corps de cavalerie                 | André Sordet              | autour de Mézières                                                                  | 1re, 3e et 5e DC                                                                      | 15 750 h.  | s'avancer dans l'Ardenne en cas d'invasion de la Belgique                 |
| 1er groupe de divisions de réserve | Louis Archinard           | autour de Luxeuil, Vesoul et Montbéliard                                            | 58e, 63e et 66e DR                                                                    | 54 000 h.  | surveiller la frontière suisse et servir de réserve derrière la 1re armée |
| 2e groupe de divisions de réserve  | Léon Durand               | sur le Grand Couronné de Nancy                                                      | 59e, 68e et 70e DR                                                                    | 54 000 h.  | servir de réserve derrière la 2e armée                                    |
| 3e groupe de divisions de réserve  | Paul Durand               | sur les Hauts de Meuse                                                              | 54e, 55e et 56e DR                                                                    | 54 000 h.  | servir de réserve derrière la 3e armée                                    |
| 4e groupe de divisions de réserve  | Mardochée Valabrègue      | autour de Vervins                                                                   | 51e, 53e et 69e DR                                                                    | 54 000 h.  | servir de réserve derrière la 5e armée                                    |
| Armée des Alpes (armée de Lyon)    | Albert d'Amade            | dans les Alpes et à Lyon                                                            | 44e DI, 64e, 65e, 74e et 75e DR, ainsi que la 91e DTC                                 | 105 000 h. | surveiller la frontière italienne                                         |
| Camp retranché de Paris            | Victor-Constant Michel    | autour de Paris                                                                     | 61e et 62e DR, 83e DTC, 84e, 85e, 86e et 89e DTP                                      | 111 000 h. | défendre le camp retranché                                                |
| Places fortes de l'Est             | -                         | autour de Verdun, de Toul, d'Épinal et de Belfort                                   | 72e, 73e, 71e et 57e DR                                                               | 72 000 h.  | servir à la défense mobile des places fortes                              |
| Divisions isolées                  | Joseph Brugère            | en arrière du littoral (Hazebrouck, Rouen, Nantes, Valognes, Perpignan et Bordeaux) | 81e, 82e, 88e, 87e, 90e et 92e DTC                                                    | 90 000 h.  | surveiller le littoral et la frontière espagnole                          |

Chacune des cinq armées reçoit une douzaine de batteries d'artillerie lourde (la 4e armée seulement trois batteries), composées d'obusiers de 120 mm courts et de 155 mm CTR (courts à tir rapide), ainsi que des escadrilles aéronautiques pour assurer la reconnaissance. Une « artillerie lourde mobile » est mise sous les ordres du groupe d'armées du Nord-Est, soit quinze batteries de canons de 120 mm longs et six batteries de mortiers de 220 mm.

#### Transport

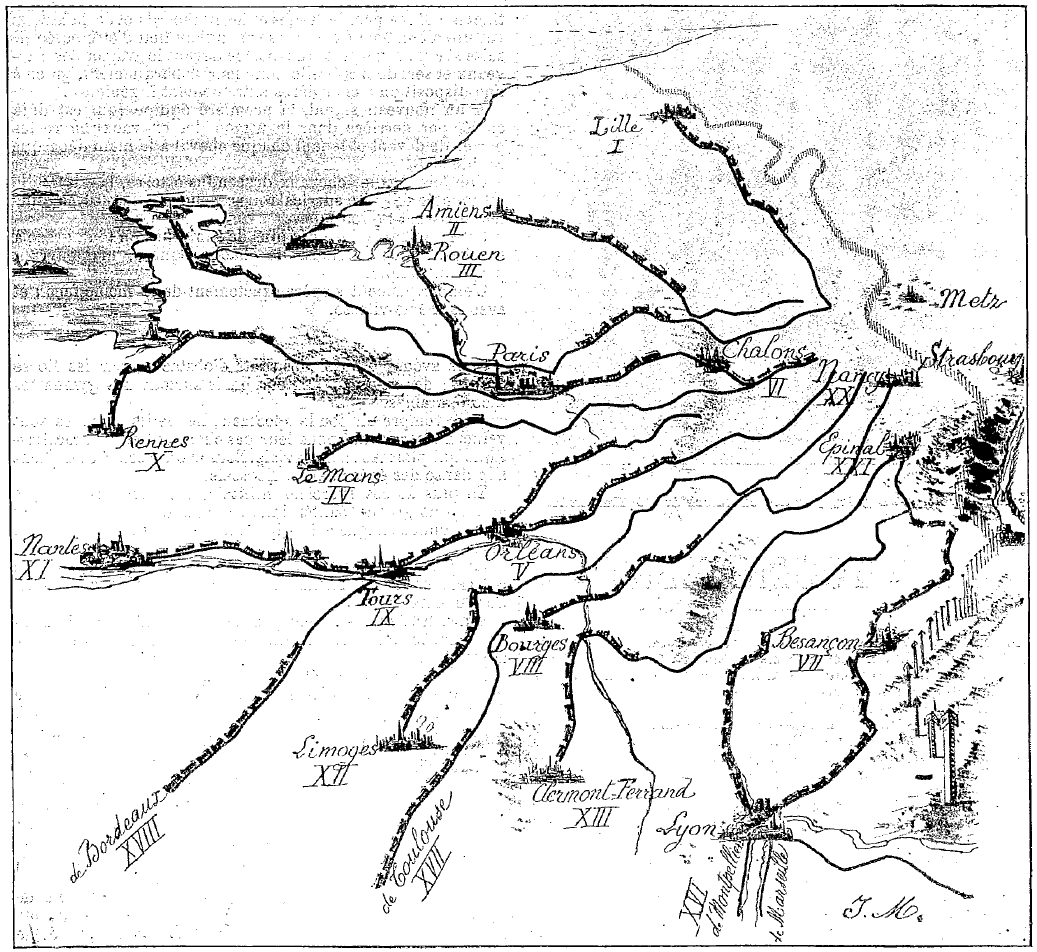
Schéma représentant les différentes lignes ferroviaires chargées de transporter les corps d'armée.

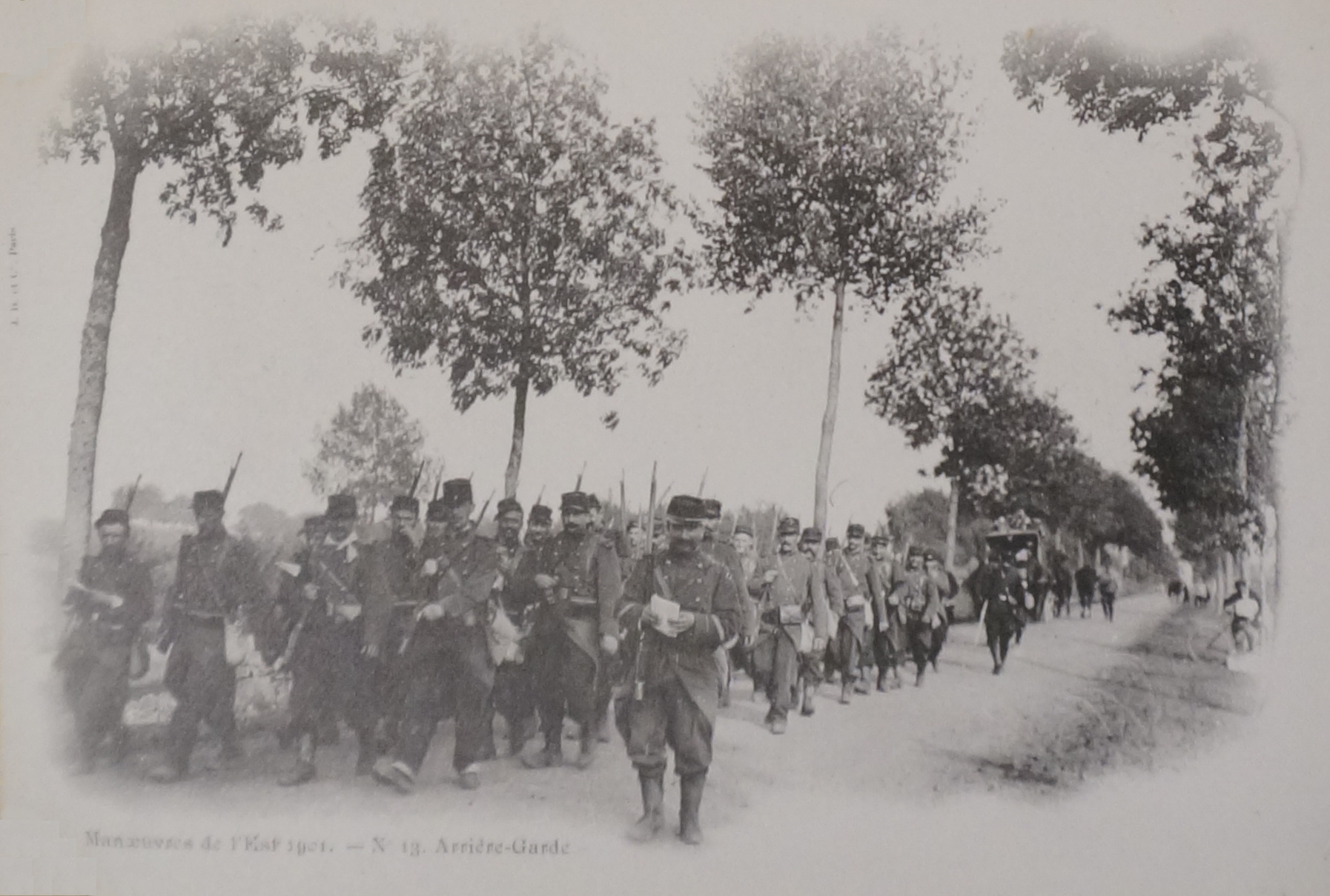
Grandes manœuvres de l'Est en 1901 ; une fois débarqué du train, le fantassin doit marcher de longues étapes, brodequins à clous aux pieds et havresac (l'« as de carreau ») sur le dos, avec du pain pour deux jours.

Le matériel ferroviaire est réquisitionnable sur simple avis du ministre de la Guerre, avec seulement un avis préalable (« garde à vous ») : il faut un train pour emporter un bataillon ou un escadron, trois trains pour un régiment d'infanterie, quatre pour un régiment de cavalerie, sept pour une brigade d'infanterie, 26 pour une division d'infanterie et 117 pour un corps d'armée. Ces trains sont composés de 34 (pour un escadron) à 47 (pour un bataillon) wagons, ce qui fait des convois longs de 400 mètres, avec selon les besoins des voitures pour voyageurs, des wagons de marchandises (à raison de huit chevaux ou de quarante hommes par wagon) et des wagons plats (pour les fourgons et les canons). Toutes les compagnies ferroviaires françaises (de l'Ouest, du Nord, de l'Est, la PLM, d'Orléans et du Midi) sont concernées par la préparation de la concentration. Les voies ferrées ont par conséquent été largement développées pour des raisons militaires, chaque sous-préfecture a été raccordée (plan Freycinet de 1879 à 1914), des doubles voies mènent vers l'Est (notamment celles de Paris à Nancy et de Paris à Belfort), tandis que certaines gares sont agrandies (par exemple la gare de Paris-Est).
Dix lignes traversant le territoire métropolitain ont été préparées par l'Instruction générale sur l'exécution de la concentration du 15 février 1909, rectifiée le 4 avril 1914, la majorité d'entre elles prévue pour assurer le transport des troupes de deux régions militaires (deux corps d'armée et les divisions de réserve) jusqu'à des gares de débarquement (« ateliers de débarquement ») en arrière de leur zone de concentration. Ces lignes sont intégralement affectées au transport militaire dès le début de la période de concentration, avec « toilette » (évacuation) des trains civils au début de la mobilisation. Chaque ligne a des haltes-repas avec des boulangeries de campagne, des distributions de café, des feuillées improvisées, des infirmeries ainsi qu'une « gare régulatrice » (GR de concentration). Ces gares régulatrices sont dirigées chacune par une commission régulatrice qui gère le trafic (les « marches ») et donne les ordres pour l'aval (les itinéraires jusqu'au point de débarquement). Chaque train reçoit une fiche itinéraire (du point de départ jusqu'à la gare régulatrice) envoyée lors de la mobilisation au chef de la gare de départ, ainsi qu'un ordre de transport (le double de celui reçu par le commandant de l'unité transportée). À partir de la gare régulatrice, la locomotive est conduite alternativement par deux équipes, avec un wagon-dortoir pour l'équipe au repos ; un autre wagon sert de réserve de combustible. Chaque ligne doit avoir la capacité pour un trafic de 56 convois par jour (56 marches), dont 48 prévus pour le transport des troupes, quatre en surnombre (dites « marches blanches », pour les imprévus ou pour les parcs de siège) et quatre pour le service. Deux lignes de rocade, transitant par l'agglomération parisienne, sont « outillées », c'est-à-dire prêtes en cas de mobilisation, celle de Dole à Laon capable d'accueillir 56 marches et celle de Chagny à Busigny pour 30 marches. Pour accélérer la couverture et la concentration par rapport à celles des plans précédents, la fréquence, la vitesse (qui passe de 25-30 à 30-35 km/h selon les profils de voies) et la charge (qui passe de 480 tonnes à 550) des trains sont augmentées. Les lignes doivent être protégées lors de la couverture par le dispositif restreint de sécurité (DRS, fournis par l'active et la police), puis par les gardes des voies et communications (GVC, fournis par la territoriale) ; en cas de destruction par des agents ennemis, huit compagnies de sapeurs de chemins de fer sont à disposition des commissions régulatrices.
Ces lignes doivent transporter du 2e au 4e jour de la mobilisation le second échelon des corps de couverture (les corps d'armée casernés à proximité de la frontière allemande) ; les 3e et 4e jours, la cavalerie ; du 4e au 10e jour, tous les corps d'armée en commençant par les divisions « hâtives » des 2e, 5e et 8e corps (du 4e au 6e jour) ; le 11e jour, un « blanc » (sans aucun train) de 12 heures est prévu pour rattraper les retards ; au 13e jour, toutes les divisions de réserve doivent être débarquées ; le 16e jour, c'est l'arrivée d'une partie des unités de l'armée d'Afrique ; enfin le 17e jour, toutes les divisions territoriales, les parcs et la logistique doivent être en place. Une onzième et douzième lignes sont prévues pour transporter un corps expéditionnaire britannique (l'« armée W », du nom du major-général Wilson) si jamais le Royaume-Uni participe au conflit. Le cas des troupes d'outre-mer est particulier : le 19e corps (essentiellement recruté et stationné en Algérie) doit fournir deux divisions (la 37e et la 38e) qui doivent traverser la Méditerranée sur des navires réquisitionnés et sous la protection des escadres françaises pour débarquer à Sète et à Marseille. Les troupes coloniales présentes dans les colonies ne sont pas prévues par le plan de mobilisation et de concentration. Il est prévu aussi d'assurer par les voies ferrées le ravitaillement des armées (nourriture, fourrage et essence), les évacuations (de matériel, de civils et de militaires malades ou blessés), ainsi que les approvisionnements des places fortes. Le redéploiement d'une partie des unités après la concentration est envisagé. Cinq lignes doivent être conservées après la fin de la concentration, à raison d'une gare régulatrice par armée : Gray pour la 1re armée, Is-sur-Tille pour la 2e, Troyes pour la 3e, Châlons pour la 4e et Reims pour la 5e armée.
|                          | Régions d'origine      | Troupes à concentrer                                                                                  | Principales gares de départ | Gares de transit | Principales gares de débarquement |
| Ligne A                  | 7e et 14e régions      | éléments du 7e corps et 8e DC (en couverture), puis 14e corps, 66e DR et AL Valence                   | Grenoble, Chambéry et Lyon | Bourg-en-Bresse, Lons-le-Saunier, Besançon (gare régulatrice), Vesoul, Lure et Luxeuil                                                                                             | autour de Plombières, Épinal et Bruyères (14e corps) |
| Ligne B                  | 8e, 13e et 21e régions | éléments du 21e corps et 6e DC (en couverture), puis 8e et 13e corps, 58e, 63e, 64e et 74e DR         | Clermont-Ferrand, Saint-Étienne, Bourges et Dijon | Auxonne, Gray (gare régulatrice), Vaivre, Port-sur-Saône, Port-d'Atelier et Jussey                                                                                                 | autour de Darney (8e corps), Châtel et Charmes (13e corps) |
| Ligne C                  | 15e et 16e régions     | 15e et 16e corps                                                                                      | Nice, Toulon, Marseille, Avignon, Montpellier et Perpignan | remontant la rive droite du Rhône, passant par Mâcon, Dijon, Is-sur-Tille (gare régulatrice), Chalindrey, Langres et Merrey                                                        | autour de Vittel (16e corps) et Mirecourt (15e corps) |
| Ligne D                  | 9e, 18e et 20e régions | éléments du 20e corps (en couverture), puis 9e et 18e corps, 59e et 68e DR, AL Rueil et Fontainebleau | Bayonne, Bordeaux, Châteauroux, Angers et Tours | Orléans, Montargis, Sens, Troyes, Bar-sur-Seine, Bricon (gare régulatrice) et Chaumont                                                                                             | autour de Neufchâteau (18e corps), Toul et Pont-Saint-Vincent (9e corps) |
| Ligne E                  | 12e et 17e régions     | 7e DC (en couverture), puis 10e DC, 12e et 17e corps, 67e DR                                          | Toulouse, Montauban, Périgueux et Angoulême | Limoges, Bourges, Cosne-sur-Loire, Clamecy, Auxerre, Saint-Florentin, Troyes-Saint-Julien (gare régulatrice), Brienne-le-Château et Wassy                                          | autour de Joinville, Gondreville (17e corps), Vaucouleurs, Pagny-sur-Meuse et Commercy (12e corps)                                                                                 |
| Ligne F                  | 5e région              | éléments du 6e corps (en couverture), puis 5e corps, CAC, 55e, 65e et 75e DR, AL Poitiers             | Brest, Cherbourg, Orléans, Étampes, Melun et Paris | Noisy-le-Sec et Nangis ou Fontainebleau et Montereau, puis Flamboin, Nogent-sur-Seine, Troyes-Preize (gare régulatrice), Mailly-le-Camp et Vitry-le-François                       | aux alentours de Revigny-sur-Ornain, de Bar-le-Duc, de Ligny-en-Barrois (corps colonial), de Saint-Mihiel et de Troyon (5e corps)                                                  |
| Ligne G                  | 4e, 6e et 11e régions  | éléments du 6e corps (en couverture), puis 4e et 11e corps, 54e et 56e DR, 9e DC et AL Le Mans        | Vannes, Nantes, Mans et Paris | via Dreux, Versailles, Choisy-le-Roi, Noisy-le-Sec, Meaux, La Ferté-Milon, Fismes, Reims (gare régulatrice) et Suippes                                                             | autour de Sainte-Menehould (11e corps) et de Verdun (4e corps) |
| Ligne H                  | 3e et 10e régions      | 3e et 10e corps, 53e et 60e DR                                                                        | Rennes, Saint-Servan, Évreux, Rouen et Paris | via Mantes, Pontoise, Creil, Compiègne, Soissons, Laon (gare régulatrice) et Reims                                                                                                 | près de Rethel (3e corps) et de Vouziers (10e corps) |
| Ligne I                  | 2e région              | éléments du 2e corps (en couverture), puis 52e DR et AL Douai                                         | Amiens | via Ham, Laon (gare régulatrice), Montcornet, Mézières, Sedan | autour de Stenay et de Dun (2e corps) |
| Ligne K                  | 1re région             | 1er corps et 51e DR                                                                                   | Lille et Arras | via Douai, Valenciennes et Avesnes | autour de Hirson (gare régulatrice) et de Rimogne (1er corps) |
| Lignes W (hypothétiques) | -                      | British Expeditionary Force                                                                           | ports du Havre et de Rouen (pour l'infanterie), de Calais et de Boulogne-sur-Mer (pour la cavalerie et la logistique)                                                              | l'une par Amiens, Arras, Douai, Cambrai, Busigny, Nouvion et Wassigny, l'autre via Amiens, Chaulnes, Ham et Saint-Quentin                                                          | entre Le Cateau et Maubeuge. |
| Ligne de rocade          | -                      | - | par Dole, Dijon, Nuits-sous-Ravières, Montereau, Moret, Melun, Brunoy, la Grande Ceinture est de Villeneuve-Saint-Georges au Bourget, puis par Villers-Cotterêts, Soissons et Laon | par Dole, Dijon, Nuits-sous-Ravières, Montereau, Moret, Melun, Brunoy, la Grande Ceinture est de Villeneuve-Saint-Georges au Bourget, puis par Villers-Cotterêts, Soissons et Laon | par Dole, Dijon, Nuits-sous-Ravières, Montereau, Moret, Melun, Brunoy, la Grande Ceinture est de Villeneuve-Saint-Georges au Bourget, puis par Villers-Cotterêts, Soissons et Laon |
| Ligne de rocade          | -                      | - | par Chagny, Montchanin, Nevers, Saincaize, Bourges, Vierzon, Les Aubrais, la Grande Ceinture ouest de Juvisy à Achères, puis par Pontoise, Creil, Compiègne, Tergnier et Busigny   | par Chagny, Montchanin, Nevers, Saincaize, Bourges, Vierzon, Les Aubrais, la Grande Ceinture ouest de Juvisy à Achères, puis par Pontoise, Creil, Compiègne, Tergnier et Busigny   | par Chagny, Montchanin, Nevers, Saincaize, Bourges, Vierzon, Les Aubrais, la Grande Ceinture ouest de Juvisy à Achères, puis par Pontoise, Creil, Compiègne, Tergnier et Busigny   |

Le transport des unités du corps de cavalerie au tout début de la concentration emprunte d'autres axes ferroviaires :
- la 5e DC, casernée en Champagne, dispose d'une ligne temporaire passant par Provins, Esternay, Fère-Champenoise, Épernay et Reims pour débarquer à Poix-Terron, Amagne et Attigny ;
- la 3e DC, casernée de Compiègne à Saint-Omer, est concentrée à Martigny-Leuze, Aubenton, Rumigny et Aouste-Prez ;
- la 1re DC, casernée autour de Paris, débarque à Rouvroy-l'Échelle, Aubigny-les-Pothées, Tournes et Charleville[84].

Autres modes de transport
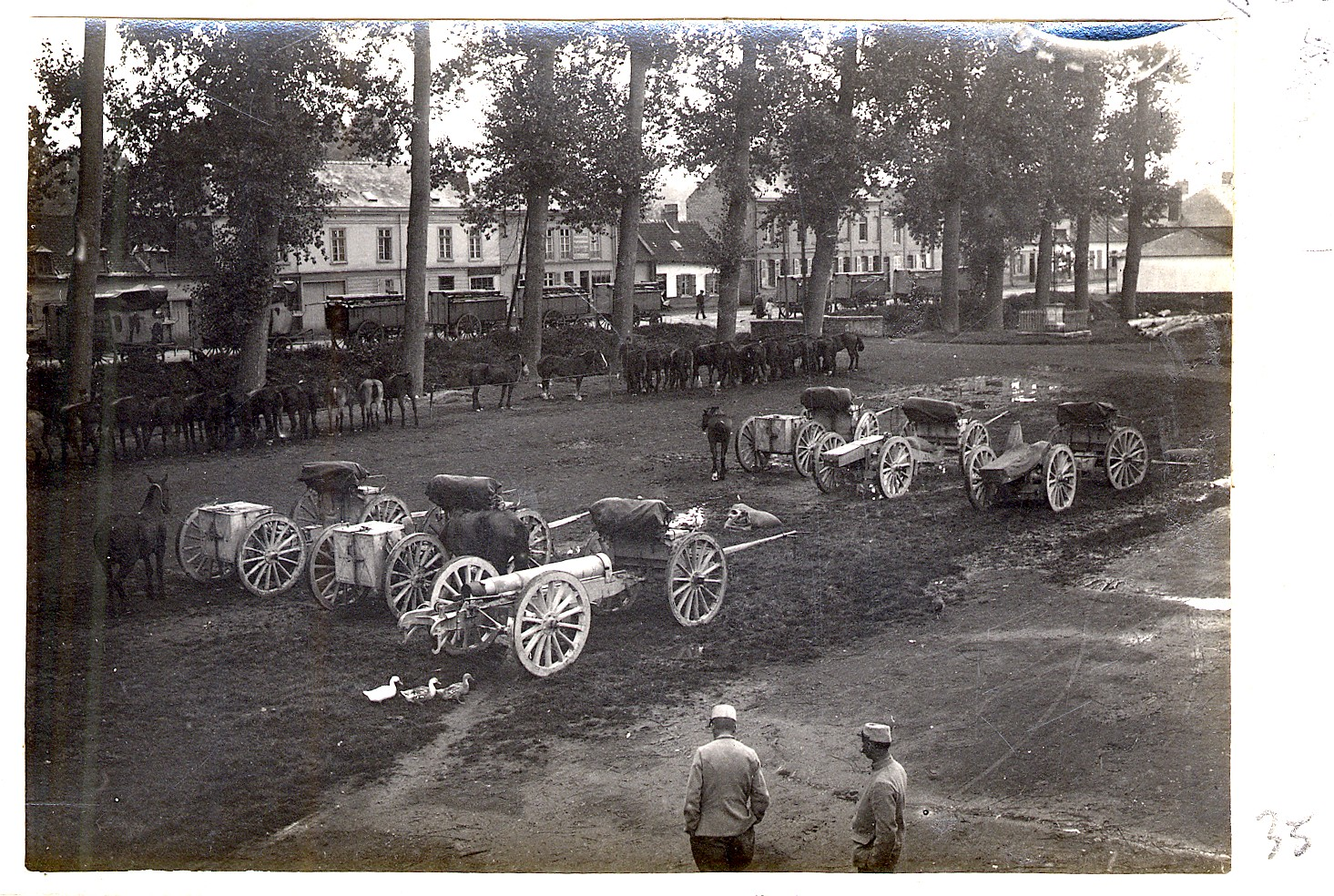
L'artillerie de campagne est hippomobile : ici un obusier de 155 mm CTR Rimailho sur son chariot-canon, avec trois caissons à munitions, deux affûts et six avant-trains ; au second-plan, une colonne de dix fourgons.
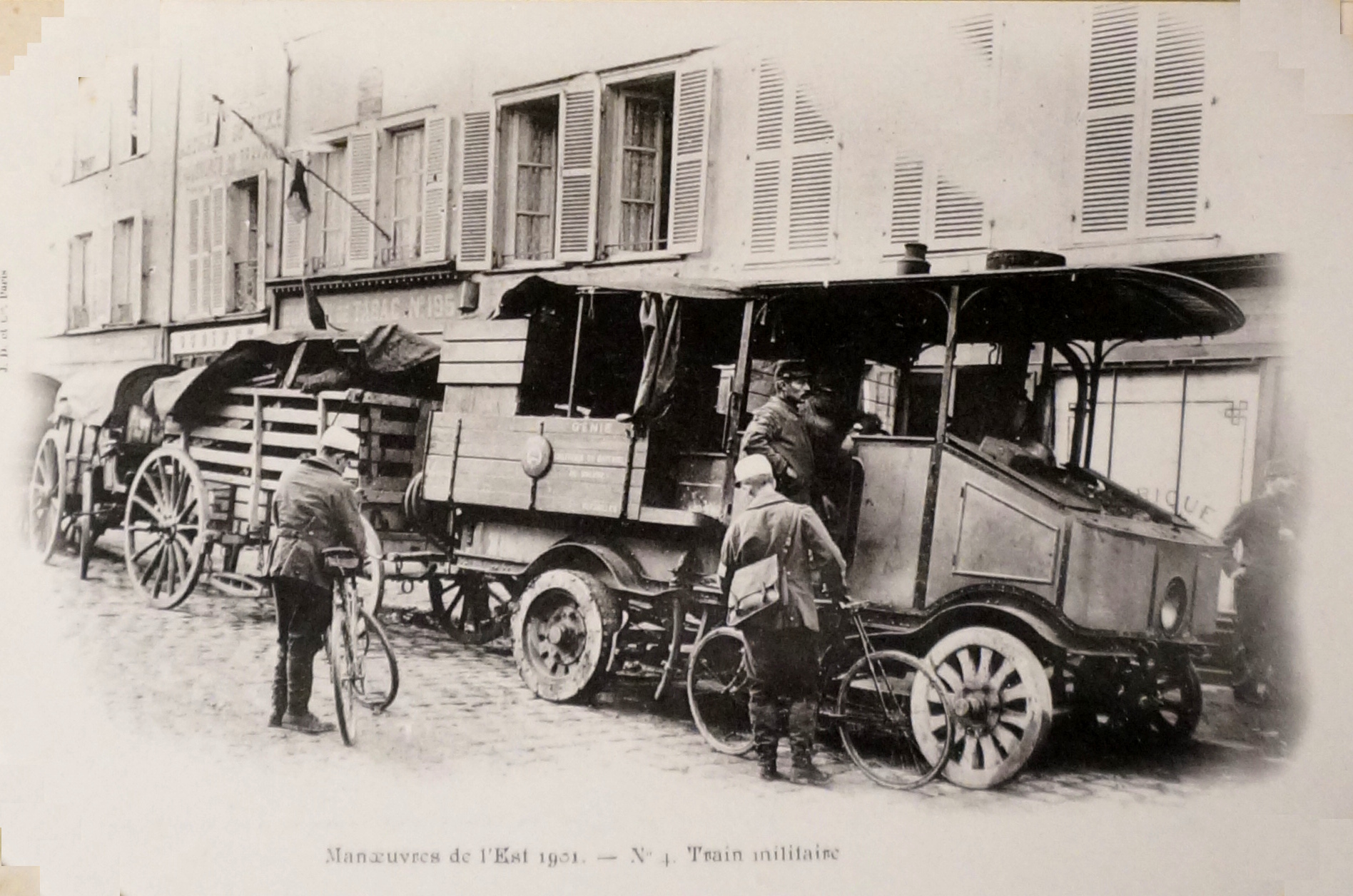
Train des équipages motorisé aux grandes manœuvres de l'Est de 1901, un début très modeste, qui va prendre de l'ampleur : 9 500 véhicules automobiles sont réquisitionnés[85].
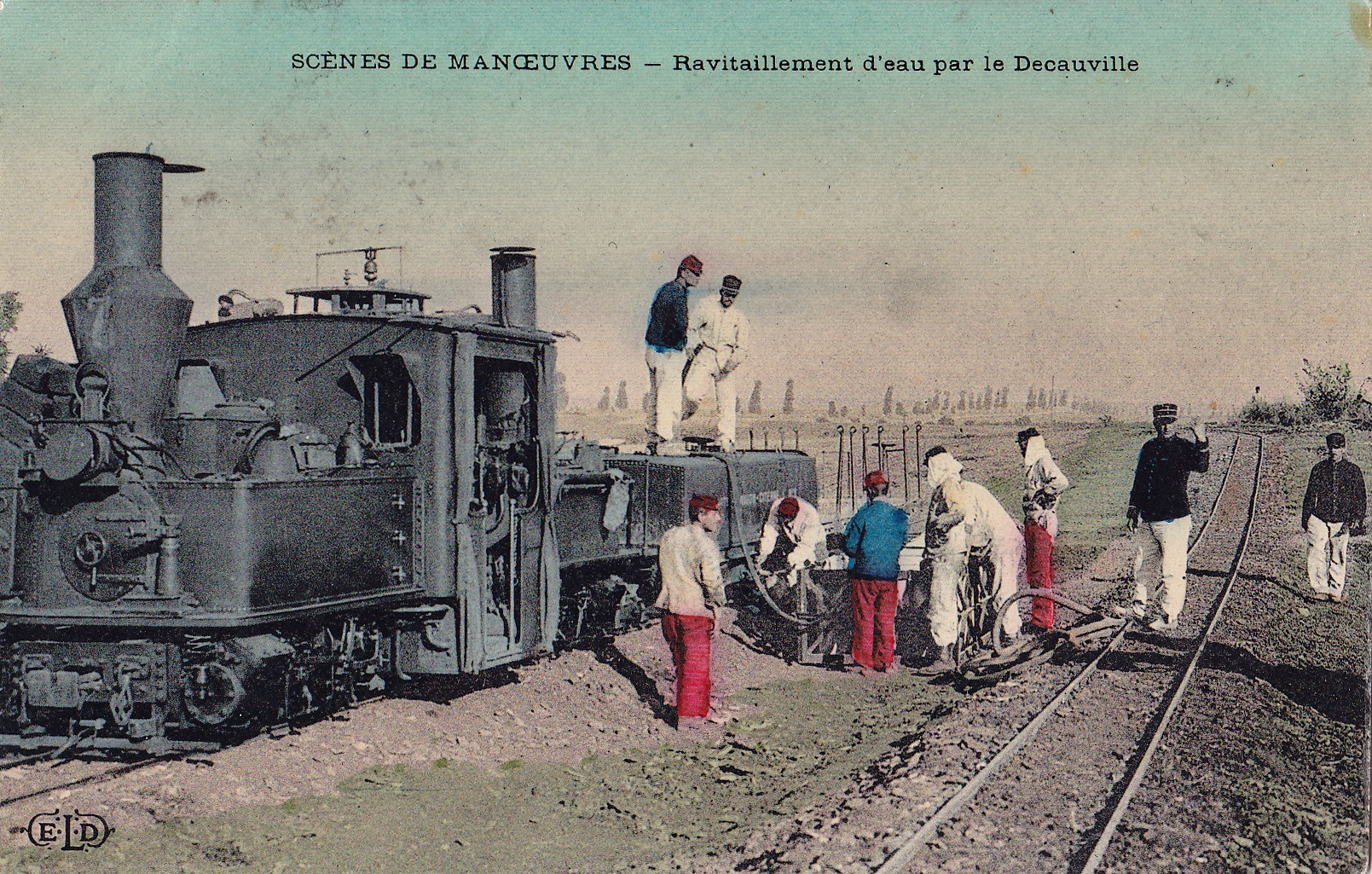
Ravitaillement en eau par le chemin de fer Decauville, pendant les manœuvres de 1907. Les voies métriques étaient destinées uniquement aux places fortes.
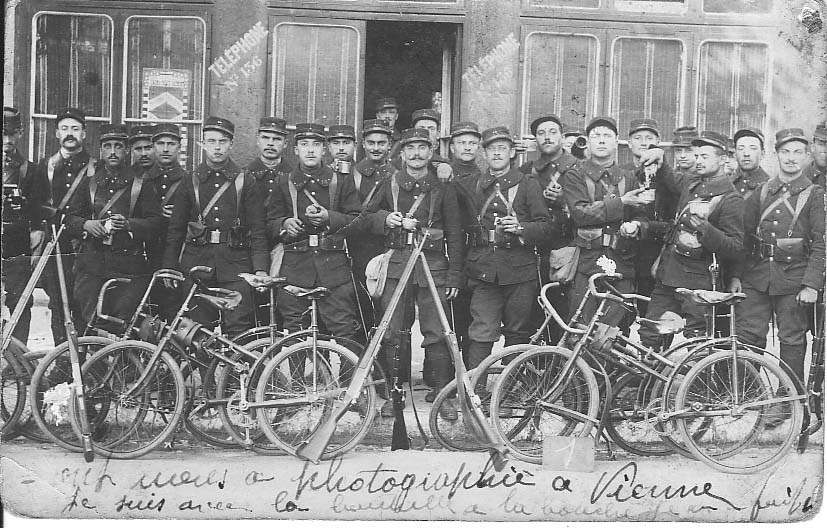
Pour renforcer chaque division de cavalerie, 400 chasseurs à pied sont mis sur bicyclettes : ici, le 6e groupe de chasseurs cyclistes (du 13e BACP, attaché à la 6e DC) prêts à l'embarquement à Vienne en août 1914.

#### Couverture
Pour assurer la protection de la mobilisation et de la concentration dès le premier jour, des mesures préventives ainsi qu'un dispositif de « couverture » sont prévus par le plan pendant les six premiers jours après l'ordre de mobilisation. Une des craintes de l'État-Major est l'« attaque brusquée », définie comme « l'irruption sur le territoire national des troupes ennemies avant que les troupes de couverture aient pu rejoindre leurs emplacements prévus ». En cas de tension diplomatique, l'Instruction sur la préparation de la mobilisation prévoit six groupes de mesures préventives à prendre successivement, avant la mobilisation :
- groupe A (mesures de précaution), rappel des officiers, des permissionnaires et des troupes en déplacement ;
- groupe B (mesures de surveillance), surveillance de la frontière et des bureaux télégraphiques et téléphoniques ;
- groupe C (mesures de protection), garde des ouvrages fortifiés et des ouvrages d'art ;
- groupe D, surveillance et protection du littoral ;
- groupe E (mesures d'organisations préparatoires), convocation pour exercice des gendarmes, de certains réservistes et des territoriaux gardes des voies de communication frontaliers, location des chevaux nécessaires ;
- groupe F (mesures préparatoires aux opérations), chargement des dispositifs de mines (pour détruire les ouvrages d'art frontaliers), feu sur les aéronefs suspects, exercice de mobilisation des garnisons frontalières, interruption des lignes électriques internationales[88].

Les unités chargées de la couverture ont dès le temps de paix des effectifs supérieurs (200 hommes par compagnie au lieu de 140, passant à 240 lors de la mobilisation par rappel des réservistes frontaliers), un premier échelon est prépositionné dans des casernes à proximité des frontières, leur répartition est plus dense qu'ailleurs, leur mobilisation doit comporter plus d'éléments d'active que les autres unités et elles doivent être déployées en premier. Les fortifications du Nord-Est (notamment les places fortes de Belfort, d'Épinal, de Toul et de Verdun) doivent être mises rapidement sur le pied de guerre, avec des réservistes et des territoriaux levés essentiellement localement qui doivent creuser des tranchées, poser des réseaux de barbelés et mettre en place des batteries dans les intervalles entre les forts. La couverture est assurée par cinq corps d'armée, chacun renforcé d'une division de cavalerie, dont le général est désigné responsable d'un secteur, sous l'autorité directe du commandant en chef jusqu'à l'arrivée des différents états-majors d'armée (au matin du 5e jour) :
- le secteur des hautes Vosges (de Belfort à Gérardmer) au 7e corps, avec la 14e DI casernée à Belfort, la 41e DI à Remiremont et la 8e DC à Dole ;
- le secteur de la Haute-Meurthe (de Fraize à Avricourt) au 21e corps, avec la 43e DI casernée à Saint-Dié, la 13e DI à Épinal et la 6e DC à Lyon ;
- le secteur de la Basse-Meurthe (d'Avricourt à Dieulouard) au 20e corps, avec la 11e DI casernée à Nancy la 39e DI à Toul, et la 2e DC à Lunéville ;
- le secteur de la Woëvre méridionale (de Pont-à-Mousson à Conflans) au 6e corps, avec la 40e DI casernée à Saint-Mihiel, la 42e DI à Verdun et la 7e DC à Melun ;
- le secteur de la Woëvre septentrionale (de Conflans à Givet) est confié au 2e corps, avec la 4e DI casernée à Mézières et la 4e DC à Sedan, renforcés par les 3e (Compiègne) et 5e DC (Reims)[90] ;

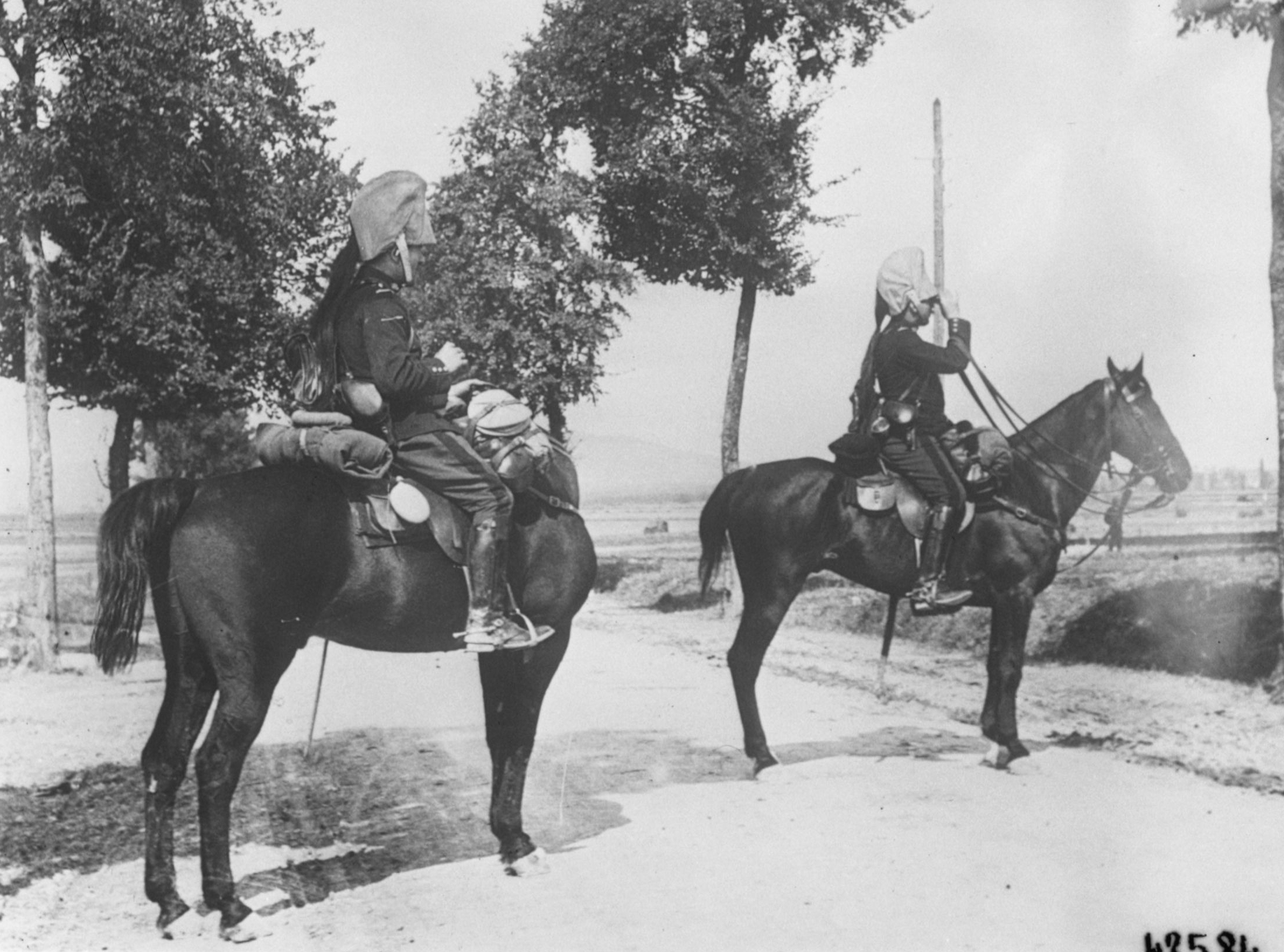
Deux cavaliers d'un régiment de dragons en mission de reconnaissance. Une grande partie de la cavalerie est casernée dans le Nord-Est ; la couverture est notamment confiée à cinq divisions de cavalerie, chaque escadron accompagné par un bataillon d'infanterie.

soit au total 127 bataillons, 168 escadrons de cavalerie et 159 batteries d'artillerie. Leur mission dans le cadre du plan XVII consiste « au début, à arrêter les reconnaissances ou détachements de l'ennemi qui chercheraient à pénétrer sur le territoire, ultérieurement, à retarder la marche des corps plus considérables qui pourraient troubler le débarquement et la concentration des armées ». Ces corps sont théoriquement disponibles en deux échelons : le premier entre la 3e et la 8e heure de la mobilisation, le second du 2e au 4e jour ; la 12e division de Reims (la troisième du 6e corps) doit servir de réserve. La couverture doit être renforcée entre le 4e et le 6e jour par trois divisions « hâtives » (renforts de couverture) fournies temporairement par le 2e corps (la 3e division d'Amiens), par le 5e corps (la 9e division d'Orléans qui passe temporairement au 6e corps) et le 8e corps (la 15e division de Dijon qui est prêtée au 21e corps). Toutes ces unités doivent se retrancher (creuser des tranchées, batteries, abris et magasins, ainsi que déboiser les glacis) pendant la période de couverture, s'appuyant sur des terrassements exécutés dès le temps de paix, sur les hauteurs au nord et au sud de Montmédy, sur les Hauts de Meuse, sur le Grand Couronné de Nancy et aux débouchés de la forêt de Charmes (plateaux d'Ortoncourt et d'Essey) ; vers le 11e jour, les divisions de réserve doivent relever les troupes de couverture. Les unités affectées aux place-fortes du Nord-Est doivent terminer leur mobilisation au 7e jour ; celles du Sud-Est du 6e au 10e jour. Dans le Sud-Est, la couverture doit être assurée par huit groupes de chasseurs alpins (cinq dans la 14e région et trois dans la 15e). Le 10e jour de la mobilisation, ces groupes doivent être relevés par des bataillons alpins de réserve.

### Opérations
Le plan XVII prépare la mobilisation et la concentration de l'Armée française, deux actions qui sont interdépendantes des premières opérations militaires que souhaite mener l'État-Major. Les grandes lignes de ces premières opérations sont décrites dans les Directives pour la concentration de février 1914, envoyées aux généraux désignés comme commandants des différentes armées françaises.
Il est prévu de passer à l'offensive dès que les corps d'active sont déployés, conformément aux règlements qui viennent d'être mis en vigueur, tel que le Règlement sur la conduite des grandes unités d'octobre 1913 et le Règlement sur le service des armées en campagne de décembre 1913, ainsi qu'aux engagements pris par la France envers la Russie, les deux nations devant lancer des offensives simultanées à partir du 15e jour de leur mobilisation. Pour mener ces offensives, les états-majors sont largement dotées de cartes du Nord-Est de la France (dites cartes d'état-major, au 1/80 000), de l'Est de la Belgique (quatre feuilles imprimées à partir de l'automne 1913) et d'une partie de l'Allemagne (jusqu'au méridien de Stuttgart, cartes aux 1/80 000 et 1/200 000 éditées en 1912, complétés par des cartes allemandes, bien plus précises, au 1/25 000).

« L'intention du général commandant en chef est de se porter, toutes forces réunies, à l'attaque des armées allemandes.
L'intervention des armées françaises se manifestera sous la forme de deux actions principales, se développant :
L'une à droite, dans les terrains entre les massifs forestiers des Vosges et la Moselle en aval de Toul.
L'autre à gauche, au nord de la ligne : Verdun, Metz.
Ces deux actions seront étroitement soudées par des forces agissant sur les Hauts-de-Meuse et en Woëvre. »

— Directives pour la concentration, « Directive générale : intentions du général commandant en chef », février 1914.

#### Trois offensives prévues

Schéma montrant les mouvements offensifs déterminés par le plan : en bleu les armées et fortifications françaises, en rouge les fortifications allemandes.

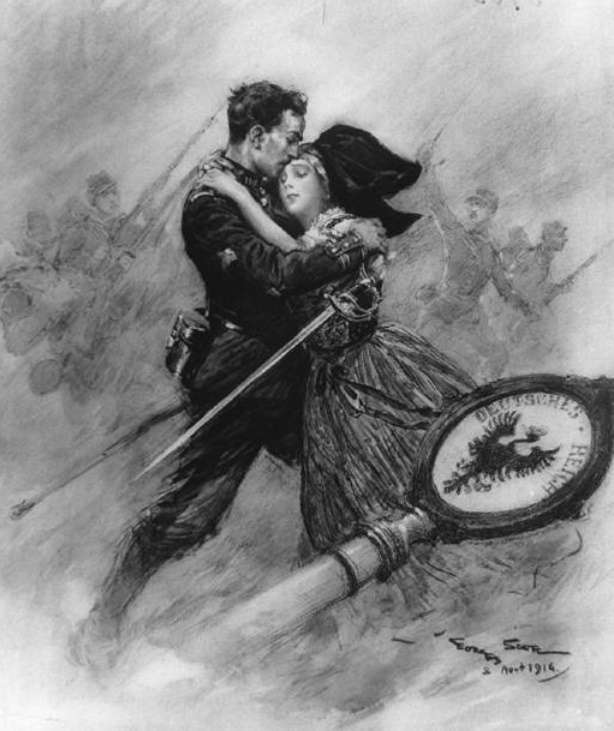
« En Alsace ! », dessin de Georges Scott publié dans L'Illustration du 15 août 1914. La reprise de l'Alsace-Moselle est un impératif aux yeux des nationalistes français.

Deux grandes offensives françaises sont prévues, l'une sur le plateau lorrain entre Vosges et Metz par les 1re et 2e armées, l'autre dans le Thionvillois entre Luxembourg et Diedenhofen (ou dans le Luxembourg belge en cas d'invasion de la Belgique) par les 4e et 5e armées.
Un groupement détaché de la 1re armée, comprenant le 7e corps et la 8e DC, doit attaquer en Haute-Alsace dès le 4e jour de la mobilisation, sur ordre du commandant en chef. « Sa mission particulière est de retenir en Alsace, en les attaquant, les forces adverses qui tenteraient de déboucher sur le versant occidental des Vosges, au nord de la Schlucht, et de favoriser le soulèvement des populations alsaciennes restées fidèles à la cause française. » De plus, ce groupement doit bloquer les ponts sur le Rhin de Bâle à Neuf-Brisach, avec comme objectif la prise de Colmar, puis dans un second temps l'investissement de Strasbourg.
À partir du 12e jour de la mobilisation, l'essentiel de la 1re armée (quatre corps) « doit se tenir prête à attaquer dans la direction générale Baccarat, Sarrebourg, Sarreguemines, la droite du gros de ses forces suivant la crête des Vosges, son extrême droite dans la plaine d'Alsace pour appuyer au Rhin le dispositif général », tandis que la 2e armée (cinq corps) attaquera de même « en direction générale Château-Salins, Sarrebruck », les deux armées séparées par la zone des étangs.
L'encerclement de la place de Metz par l'ouest et le nord-ouest est confiée à la 3e armée (trois corps, commandée par le général Ruffey, qui est artilleur), complétée au sud-ouest sur les Hauts de Meuse par le 3e GDR et au sud-est sur le Grand Couronné par le 2e GDR, ces deux derniers s'appuyant sur des fortifications.
La 4e armée (trois corps) est maintenue temporairement en seconde ligne et « doit se tenir prête à partir du 12e jour de la mobilisation : soit à déboucher en Woëvre méridionale, pour coopérer ultérieurement à l'action de la IIe armée ; soit à se porter vers le nord par la région à l'ouest de la Meuse, pour s'engager à la gauche de la IIIe armée, en direction d'Arlon ». La mission de la 5e armée (cinq corps) « est d'agir contre l'aile droite des forces ennemies » : si les opérations se limitent au territoire franco-allemand, cette armée doit déboucher de la tête de pont de Montmédy et attaquer « en direction générale de Thionville et de Luxembourg » ; si les opérations s'étendent aussi au territoire belge, la 5e armée doit attaquer en direction de Neufchâteau.

#### Cas belge et suisse
La concentration française comme le déploiement allemand le long de la frontière franco-allemande peuvent être tournés par l'autre belligérant en passant par le Luxembourg et la Belgique (enveloppement de l'aile gauche française par l'aile droite allemande) ou par la Suisse (enveloppement de l'aile droite française par l'aile gauche allemande). La liberté pour l'Armée française de violer la neutralité belge a été demandée par l'État-Major pendant l'hiver 1911-1912, mais le conseil supérieur de la Défense nationale a refusé lors de sa séance du 9 janvier 1912 pour conserver le soutien britannique. Le plan XVII prévoit donc une réaction française en cas d'attaque allemande par le territoire d'un État neutre, attaque estimée limitée soit au Luxembourg belge, soit au Moyen-Pays suisse, envisageant notamment une attaque brusquée allemande contre Bâle ou contre Liège.
Dans le cas d'une violation allemande du territoire suisse (qui peut se limiter à l'avancée de Porrentruy), le plan XVII prévoit d'engager le 1er GDR face à l'est, dans le massif du Jura, en s'appuyant sur les fortifications (bien qu'elles soient obsolètes). L'Armée suisse, capable d'une mobilisation très rapide sous la protection de brigades frontière statiques, est estimée capable de défendre ses fortifications, d'autant qu'elle a miné tous les ponts sur le Rhin en amont de Bâle. La possibilité d'une attaque italienne à travers les cols suisses (par le Grand-Saint-Bernard, le Simplon et le Saint-Gothard) est envisagée, mais considérée comme peu probable.
Dans le cas d'une violation allemande des territoires luxembourgeois et belge, une contre-offensive est prévue avec la 4e armée en direction d'Arlon et la 5e vers Neufchâteau, l'aile gauche étant assurée par le corps de cavalerie (en place dès le 4e jour) et le 4e GDR. L'avancée française en Belgique, même pour faire de la reconnaissance, ne peut s'exécuter que sur ordre du commandant en chef, une fois que celui-ci obtient l'autorisation du gouvernement. Pour garantir le contrôle des ponts sur la Meuse côté belge, le 148e régiment d'infanterie, caserné à Givet, reçoit pour mission de se transporter sur ordre à Dinant pour de là occuper rapidement tous les ponts jusqu'à Namur (un convoi automobile de 40 autobus de 35 places chacun est prévu pour assurer le transport en faisant des rotations). Comme les informations sur les actions adverses sont primordiales, un « plan de renseignements » est établi en mars 1914, prévoyant l'emploi du « service spécial » (espionnage), de l'exploration aérienne et des reconnaissances de cavalerie.

## Application en 1914
Si la mobilisation, la couverture et la concentration d'août 1914 se déroulent dans l'ensemble conformément au plan, les premières opérations offensives se terminent toutes par un échec.

### Couverture et mobilisation
En juillet 1914, le gouvernement français, privé du président de la République Raymond Poincaré et du président du Conseil René Viviani qui reviennent de leur visite à Saint-Pétersbourg par la mer, hésite à ordonner le lancement de la couverture pour ne pas provoquer des réactions chez ses voisins. Les échanges diplomatiques de la fin juillet et du début d'août confirment les prévisions antérieures : le Luxembourg et la Belgique sont envahis (cette dernière appelant à l'aide), l'Italie, la Suisse et l'Espagne restent neutres, tandis que le Royaume-Uni s'engage aux côtés de la France.

#### Lancement de la couverture

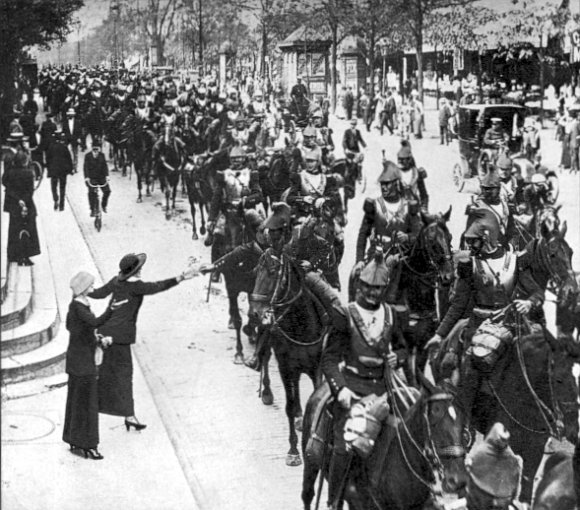
La majorité de la cavalerie (sept divisions sur les dix) est affectée à la couverture de la mobilisation, mais les 1er et 2e régiments de cuirassiers sont maintenus à Paris pour servir au maintien de l'ordre du 31 juillet 1914- jusqu'au 2 août 1914-.

Dès le 25 juillet 1914, tous les officiers généraux et les chefs de corps (commandants d'unités) sont rappelés et leurs permissions supprimées. Le 26, toutes les unités en déplacement ont ordre de retourner à leur caserne, ; le 4e bureau de l'État-Major, responsable des chemins de fer, alerte les commissions militaires des différents réseaux : « Messieurs, la guerre est inévitable ; rien à faire pour les réseaux autres que l'Est si ce n'est revoir vos instructions et vos documents et préparer l'exécution du plan ; pour le réseau de l'Est il faut immédiatement faire rentrer par les moyens les plus rapides les troupes qui font partie de la couverture et qui sont dans les camps de Châlons et de Mailly ou qui, pour l'artillerie de Nancy en particulier, sont en route par voie de terre pour rejoindre leurs garnisons ». Le 27 au soir, les permissionnaires de la troupe des cinq corps d'armée de la frontière sont rappelés et ces corps appliquent le « dispositif restreint de sécurité » (mesures de protection des voies de communication, notamment des ouvrages d'art). Au milieu de la nuit du 27 au 28, le ministère de la Guerre ordonne le rappel des permissionnaires des corps de l'intérieur ; le 29, le ministre ordonne de faire garder les ouvrages fortifiés, les établissements militaires et les postes de TSF dans les six corps de la frontière (1er à Maubeuge, 2e dans les Ardennes, 6e à Verdun, 20e à Toul, 21e à Épinal et 7e corps à Belfort). Le rapatriement des unités en manœuvres, le rassemblement du matériel et l'évacuation des wagons inutiles (par exemple les tombereaux) représentent 91 convois dont 56 chargés du 27 au 30 juillet, le tout au milieu du trafic civil (les trains de voyageurs sont pris d'assaut par les retours de vacances).
Le 30 juillet au soir, le ministre de la Guerre ordonne un « exercice mobilisation garnisons extrême frontière » (comportant le déploiement d'une partie des unités d'active) ; « toutefois, pour des raisons diplomatiques, il est indispensable qu'aucun incident ne se produise de notre fait. En conséquence, aucun élément ni aucune patrouille ne devra sous aucun prétexte approcher de la frontière » à moins de dix kilomètres. Les gouverneurs des quatre places de l'Est ont désormais ordre de lancer les travaux de défense (creusement des tranchées, pose des réseaux de barbelés et mise en place des batteries). Le 31 juillet 1914 au matin, les cinq corps d'armée de l'Est appliquent l'ordre d'exercice, tandis que Joffre réclame l'ordre de mobilisation : « il est absolument nécessaire que le gouvernement sache qu'à partir de ce soir tout retard de 24 heures, apporté à la convocation des réservistes et à l'envoi du télégramme de couverture, se traduira par un recul de notre dispositif de concentration, c'est-à-dire par l'abandon initial d'une partie de notre territoire, soit de 15 à 20 kilomètres par jour de retard. Le commandant en chef ne saurait accepter cette responsabilité ».
Le 31 juillet, le service ferroviaire entre l'Allemagne et la France est interrompu, on prépare l'évacuation des dépôts trop proches de la frontière (Pagny-sur-Moselle, Conflans-Jarny, Baroncourt et Audun-le-Roman), ainsi que la mise en service des trente raccordements militaires prévus. Le 31 juillet à 17 h, le conseil des ministres autorise la couverture, puis fait diffuser l'arrêté de réquisition des chemins de fer. Le 1er août à 18 h, les colonels des régiments concernés reçoivent le télégramme « Faites partir troupes de couverture », d'où le déploiement en train ou à pied des unités des cinq corps et le rappel des réservistes frontaliers, mais toujours à dix kilomètres en arrière de la frontière. Les transports de la couverture sont achevés le 3 août à midi, grâce à un total de 538 trains, dont 293 convois ont servi au transport de troupes (notamment la cavalerie), 196 trains rien que le 1er août, auxquels se rajoutent les 89 trains de ravitaillement de la couverture et les mouvements à vide. Les trois divisions à mobilisation hâtive sont en place le 5 août.

#### Mobilisation générale

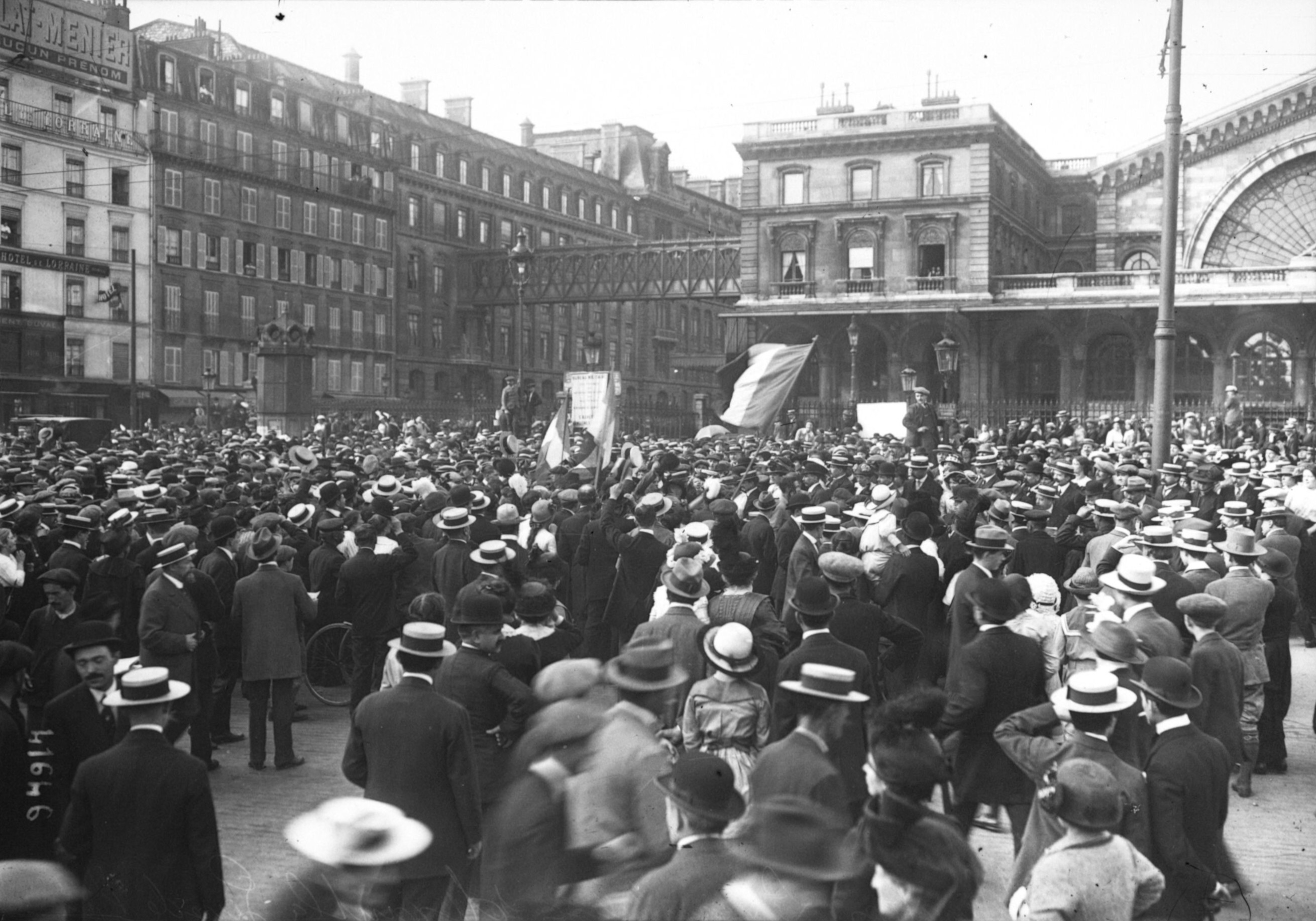
Foule parisienne devant la gare de l'Est le 2 août 1914 ; seuls les réservistes ont le droit de franchir les grilles et d'entrer dans la gare à la date indiquée sur leur fascicule de mobilisation.

Le 1er août à 15 h 45, le gouvernement français décrète le début de la mobilisation générale pour le 2 août. Le télégramme donnant l'ordre de mobilisation est envoyé de Paris à 15 h 55 le 1er août aux commandants de corps, de division ou de régiment. La mobilisation nécessite le transport des réservistes puis des territoriaux individuellement dans des trains de voyageurs dédiés aux militaires, les civils ne disposant que des places laissées vacantes. Ces mouvements se déroulent en même temps que ceux de la couverture et de la concentration, avec 467 trains par jour (affectés à raison de quatre « trains journaliers » par tronçon de ligne) et 172 trains de banlieue parisienne par jour.
La mobilisation se déroule durant la première moitié du mois d'août 1914 sans gros problème : le nombre des insoumis est plus faible (1,5 %) que dans les prévisions (13 %) : les brigades de gendarmerie n'ont à réduire que de petits maquis dans le département de la Loire et on déplore quelques auto-mutilations (de l'index gauche ou du mollet) ; les hommes responsables des incidents (surtout liés aux beuveries) sont versés dans les compagnies disciplinaires. Le 1er régiment de cuirassiers est même maintenu trois jours à Paris dans la caserne de l'École militaire par précaution, « pour des motifs de politique intérieure », en renfort de la Garde républicaine. Quant aux insoumis et déserteurs antérieurs à la mobilisation, une amnistie leur est proposée s'ils se rendent volontairement.
Il y a 71 000 engagés volontaires, soit qui devancent l'appel (classes 1914 et suivantes : la loi de 1913 autorise les engagements volontaires pour la durée de la guerre à partir de 17 ans), soit qui se réengagent (quelques vétérans de la guerre de 1870), soit qui sont étrangers (cas de 26 000 hommes, notamment des Alsaciens-Lorrains, des Polonais et des Italiens, qui ne sont pas tous versés dans la Légion étrangère).

#### Incidents de couverture
Le 2 août a lieu le premier incident de frontière : une patrouille allemande du Jäger-Regiment zu Pferde Nr. 5 (le 5e régiment de chasseurs à cheval, caserné à Mulhouse) rencontre à Joncherey près de Delle (dans le Territoire de Belfort) une escouade française du 44e régiment d'infanterie (de Montbéliard) placée là en surveillance : l'échange de coups de feu tue les deux commandants, le caporal français Jules André Peugeot (21 ans) et le Leutnant allemand Albert Mayer (22 ans). D'autres reconnaissances allemandes près de Longwy et de Lunéville vérifient les positions françaises.
Le 2 au matin, le chef de l'État-Major général envoie une note au gouvernement : « nous avons dû abandonner des positions qui avaient une certaine importance pour le développement de notre plan de campagne. Nous serons obligés par la suite de reprendre ces positions, ce qui ne se fera pas sans sacrifices ». Il obtient alors « liberté absolue de mouvement pour l'exécution de ses prévisions, dussent-elles conduire au franchissement de la frontière allemande ». Joffre rappelle aux commandants des corps de couverture que « cependant, pour des raisons nationales d'ordre moral, et des raisons impérieuses d'ordre diplomatique, il est indispensable de laisser aux Allemands l'entière responsabilité des hostilités ». Le lendemain 3 août, Joffre réunit dans les bureaux du ministère de la Guerre ses cinq commandants d'armée avant de partir rejoindre son Grand Quartier général qui vient d'être créé pour l'occasion, installé à partir du 4 à Vitry-le-François. Le 3 à 18 h 45, l'ambassadeur d'Allemagne transmet au chef du gouvernement français la déclaration de guerre à la France (au motif que des avions français auraient attaqué le territoire allemand).
Le 10 août, des éléments de la 6e division de cavalerie allemande accrochent les unités françaises de couverture, à la charnière entre les 4e et 3e armées autour de Mangiennes (dans le Nord de la Woëvre). Cette « affaire de Mangiennes » inquiète l'État-Major jusqu'au lendemain.

### Mouvements de concentration

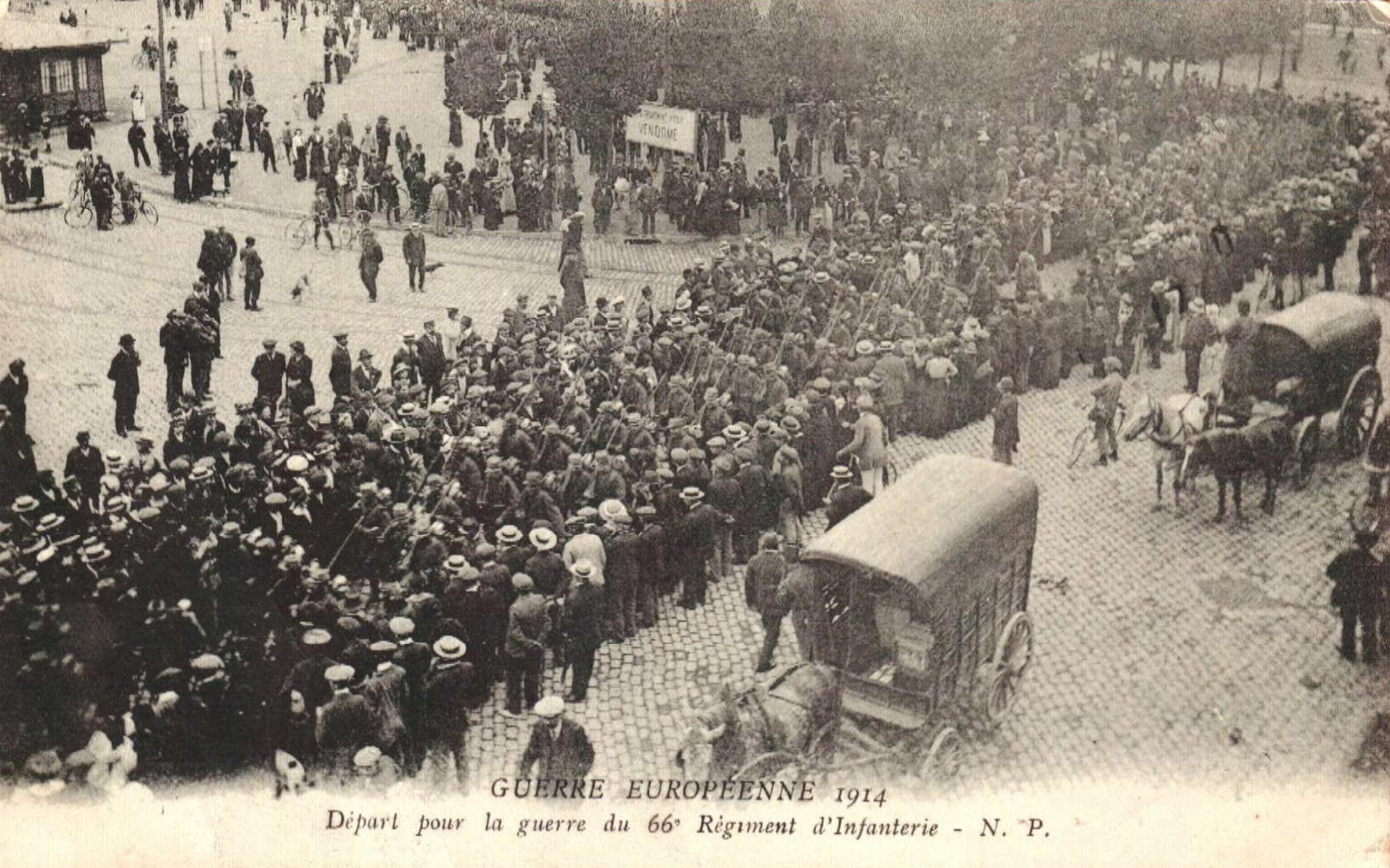
Chaque unité quitte sa caserne pour prendre le train à la date définie par le plan de concentration. Ici le départ de Tours d'un bataillon du d'infanterie (du 9e corps) le matin du 5 août 1914- : trois convois sont prévus pour les 3411 hommes du régiment, qui débarque à Maron et Chaligny (près de Nancy) le 6 dans l'après-midi.

La concentration est précédée par la couverture, qui s'étend du 31 juillet 1914 au soir jusqu'au 3 août 1914 à midi, et par la mobilisation, qui s'étale du 2 au 18 août. Pour préparer la concentration, il faut d'abord mettre en place le matériel roulant par des trains de ramassage, de répartition et de combustible, au nombre de 229 lors des quatre premiers jours (du 2 au 5 août), tandis que 60 autres trains assurent chaque jour l'évacuation du matériel inutile à destination des réseaux voisins (« toilette » du réseau de l'Est) et que le rapatriement des différents détachements nécessite un total de 546 trains. Les trains assurant d'une part la concentration de l'armée et d'autre part le ravitaillement des places et des troupes (munitions, nourriture et fourrage) démarrent à partir du matin du 4 août, pour finir le 20. Un total de 4 278 trains chargés ont été utilisés pour la concentration (ce qui fait environ 8 500 voyages en comptant ceux à vide), avec un trafic maximum les 9 (388 trains), 10 (395) et 11 août (384).
Au total, pour l'ensemble de la mobilisation et de la concentration, il s'agit de 21 000 marches, soit un trafic un peu inférieur à celui du temps de paix, avec par exemple 1 875 trains le 3 août (tout usages confondus), ou 3 054 le 11. En ne comptant pas les troupes prépositionnées (les corps de couverture), ce sont plus de 1 200 000 combattants, près de 400 000 chevaux et 80 000 véhicules qui ont été transportés.

#### Modifications
L'annonce de l'entrée des troupes allemandes au Luxembourg dès le matin du 2 août confirme à l'État-Major français l'hypothèse d'une attaque allemande tentant de déborder la concentration par le flanc en passant par la Belgique (envahie à partir du 4 août au matin) ; ordre est donc donné dès le 2 août à l'aile gauche française de se déployer pour contrôler les débouchés des Ardennes (comme prévu par la variante du plan XVII) : la 4e armée, jusque-là en réserve, doit s'intercaler entre la 3e et la 5e de Sedan à Montmédy, la 5e armée se décale un peu plus à l'ouest d'Hirson à Charleville, la moitié de la 3e armée se redéploie de Montmédy à Spincourt, tandis que le corps de cavalerie est envoyé en couverture et reconnaissance en avant de la 5e, dans l'Ardenne belge (le gouvernement belge donne l'autorisation aux Français d'entrer en Belgique le 4 août à 23 h).

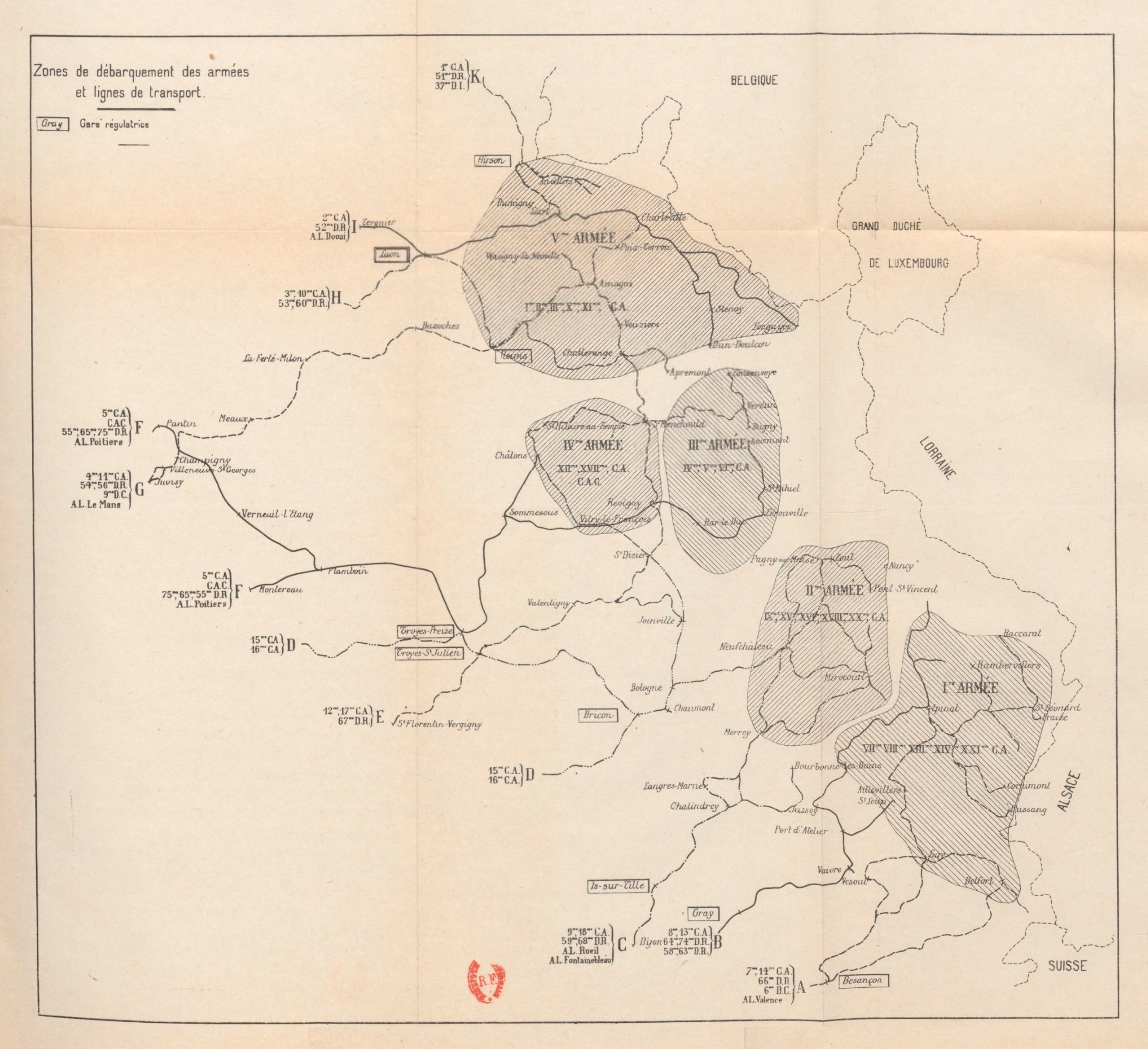
Zones de déploiement des cinq armées françaises prévues par le plan, avant l'application de la variante déplaçant la 5e armée plus au nord-ouest et la 4e armée plus au nord. Sont indiquées aussi les principales lignes ferroviaires, avec leur gares régulatrices.

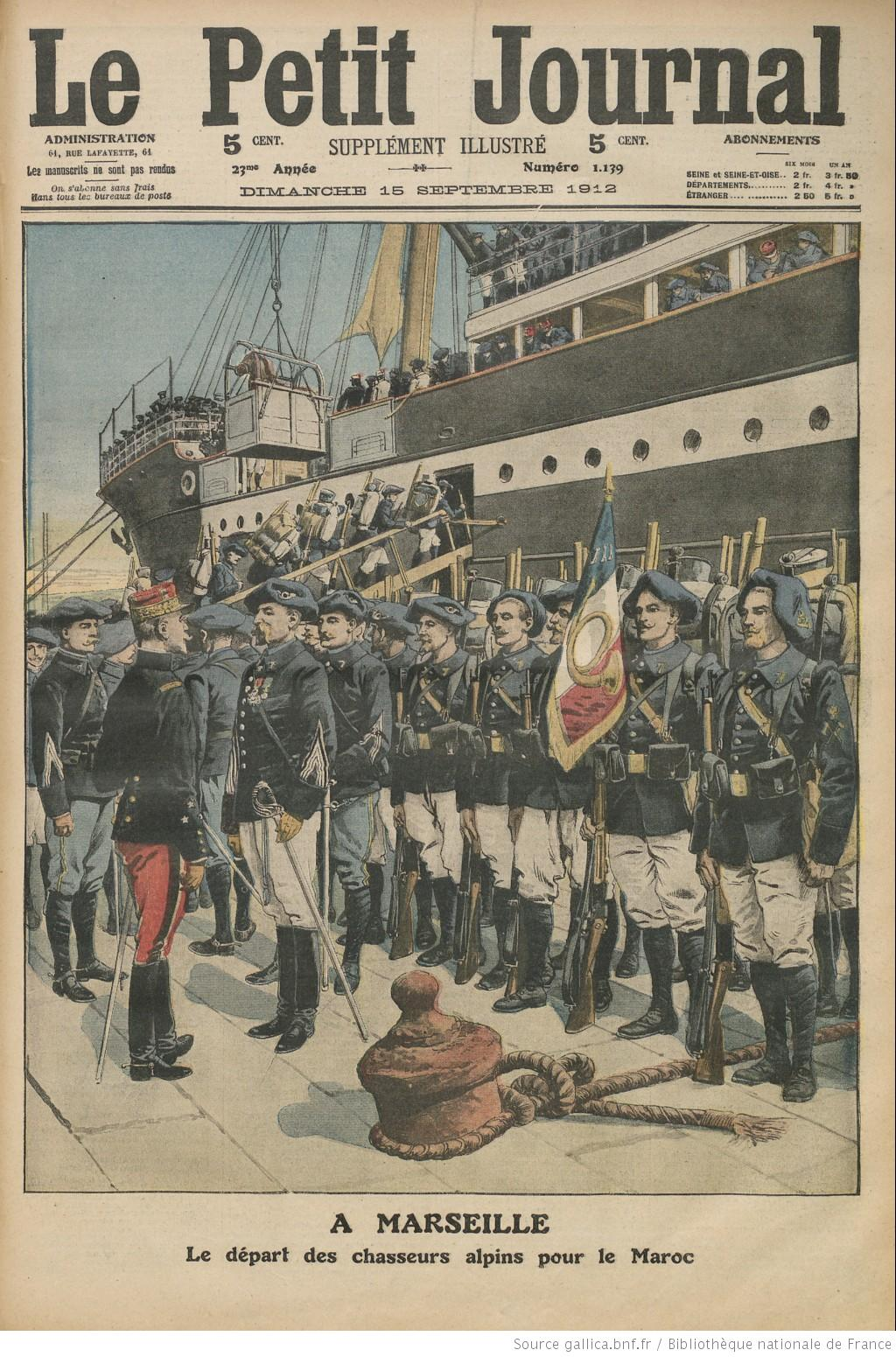
Le Petit Journal, septembre 1912 : embarquement du 7e BACP pour la campagne du Maroc. Ces chasseurs alpins sont ramenés en métropole dès octobre 1913, malgré les plaintes du général Lyautey. Les autres troupes déployées au Maroc ont été une des variables d'ajustement du plan français.

L'ordre de déplacer la concentration des 5e et 4e armées vers le nord-ouest change immédiatement les quais de débarquement pour leurs corps d'armée : le 11e corps doit arriver désormais autour de Monthois (gares d'Autry, de Challerange, de Grandpré, de Chatel-Chéhéry, de Somme-Py et de Pont-Faverger), le 10e corps autour de Vouziers (gares de Novion-Porcien, d'Amagne, d'Attigny, de Vrizy-Vandy, du Châtelet et de Bazancourt), le 3e corps autour d'Amagne (gares de Poix-Terron, de Novion-Porcien, de Wassigny, d'Amagne, du Châtelet et de Bazancourt), le corps colonial autour de Bar-le-Duc (gares de Sermaize, Revigny et Mussey), le 12e corps autour de Givry-en-Argonne (gares de Villers-Daucourt, de Givry, de Sommeilles et de Sainte-Menehould) et le 17e corps autour de Suippes (gares de Valmy, de Suippes, de Cuperly et de Saint-Hilaire).
Comme le royaume d'Italie reste neutre pendant la crise de juillet, Joffre donne ordre le 1er août au matin de ne pas déployer la couverture dans les Alpes : « il est essentiel, pour des raisons diplomatiques, d'éviter jusqu'à nouvel ordre de prendre des mesures pouvant avoir un caractère de défiance vis-à-vis de l'Italie. Les mesures de surveillance qui pourront être prises devront l'être de la façon la plus discrète ». L'Italie notifie sa neutralité aux différents belligérants le 3 août. En conséquence, en plus du transfert de l'intégralité des 14e et 15e corps vers le théâtre du Nord-Est, se rajoutent les bataillons d'active de chasseurs alpins, dont le transport, initialement prévu à partir du 13e jour, se fait dès le 8e jusqu'au 11e, ainsi que la 44e division (créée à Lyon le 11 août avec les garnisons d'active de Chambéry, Briançon, Gap et Nice) qui part le 14 août. L'armée des Alpes, créée le 2 août et sous les ordres du général Albert d'Amade, est renommée « inspection du Sud-Est » le 3 août, avant d'être dissoute le 17 août (ordre du 16).
Le besoin de renforts pousse rapidement le ministère à ponctionner beaucoup plus les troupes d'Afrique : dès le 30 juillet, le résident général de France au Maroc Hubert Lyautey reçoit l'ordre de créer une « division de marche d'infanterie coloniale du Maroc », constituée à Rabat le 6 août (avec des coloniaux, des zouaves et des tirailleurs) et qui débarque à Bordeaux du 11 au 15 août. Le 19 août c'est au tour de la division d'Oran de recevoir l'ordre de fournir des renforts, qui forment la 45e division le 20 août, troupe qui débarque à Cette le 26.

#### Accidents
Quelques accidents de personne ponctuent la concentration, comme dès le 1er août lors du transfert du 21e régiment de dragons de Saint-Omer à Martigny-Leuze (la 3e division de cavalerie étant déployées à la frontière ardennaise dans le cadre de la couverture), pendant lequel un garde-frein tombe de son poste et est broyé par le train juste avant d'arriver à Hirson. Le 6 août, un soldat du 61e régiment d'infanterie de Privas « juché sur la cabine de serre-frein d'un wagon heurte un ouvrage d'art et est tué net » avant la gare de Givors-Canal. Un autre exemple est un lieutenant d'artillerie de l'armée d'Afrique qui, « pris subitement d'un accès de folie » pendant la traversée de la Méditerranée, tue durant la nuit du 6 au 7 août deux hommes et en blesse deux autres à bord du transport la Medjerda, avant d'être abattu (les cadavres sont débarqués à Ajaccio le 7). Il y a aussi des incendies de wagons, des ruptures d'attelage et des problèmes de locomotive.
Quelques événements plus graves perturbent la concentration : le premier a lieu le 2 août à Gondrecourt où un train à l'arrêt est tamponné par le suivant : deux heures d'interruption de trafic. Le 7 août à 21 h 40, à hauteur de Brienne, deux trains se tamponnent, culbutant plusieurs wagons sur la voie voisine, ce qui fait dérailler un troisième train arrivant en sens contraire : la ligne E (en provenance de Toulouse) est bloquée le temps de faire venir une grue et de dégager les voies, opérations nécessitant douze heures et son trafic est dirigé par Sommesous et par Jessains sur la ligne D (en provenance de Bordeaux). Mais le 8 août à 4 h 30, un second incident (deux trains qui se tamponnent) à Bricon sur la ligne D, saturée, entraîne des retards dans les débarquements des 12e et 17e corps. Le 9 août à 6 h 40 près de Mailly, c'est au tour de la ligne F d'être interrompue, avec déviation pour toute la journée par la ligne de Gretz à Sommesous (qu'il faut outiller). Le 10 août, le train transportant l'état-major de la 55e division de réserve se fait rentrer dedans à Sompuis vers 5 h 30 par un des trains du 313e régiment : le tamponneur a six morts et 25 blessés ; quant au tamponné, le wagon des officiers est « mis en morceaux » avec sept blessés dont le général Louis Leguay ; les convois sur la ligne F ont alors vingt heures de retard.
En Méditerranée, la traversée des deux divisions de l'armée d'Afrique (37e et 38e DI) est menacée par des navires de guerre allemands. Le 4 août, les croiseurs de la Kaiserliche Marine SMS Goeben et SMS Breslau bombardent l'un Philippeville (douze coups de canons : 10 morts et 18 blessés) et l'autre Bône, avant de prendre la fuite à l'approche des navires britanniques. La traversée française se fait sans problème après cette surprise, sous l'escorte de la flotte de cuirassés venue de Toulon (le Diderot, le Danton, le Jules Michelet, le Vergniaud, l’Edgar Quinet, l’Ernest Renan et le Mirabeau), les deux divisions algériennes débarquant à Sète et à Marseille entre le 4 et 8 août.

#### Derniers transferts

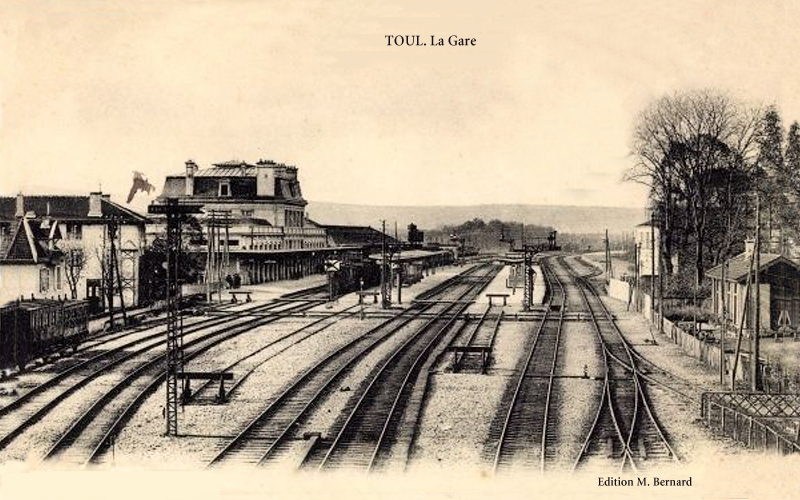
La gare de Toul vers 1900 : elle est au croisement des lignes Paris-Épernay-Nancy, Orléans-Troyes-Nancy et Dijon-Langres-Verdun, d'où l'aménagement d'une puissante ceinture fortifiée avec une trentaine de forts et ouvrages. Cette gare ne suffit pas au trafic lors de la concentration.

Le 14 août, le Grand Quartier général envisage le transfert du 18e corps de la 2e armée à la 5e, ce qui correspond au transport d'environ 38 000 hommes, 13 000 chevaux et 120 canons, qui viennent de débarquer au sud de Toul en provenance du Sud-Ouest (la 36e DI de Bayonne a fait 50 heures de train du 6 au 10), jusque vers Maubeuge. Ce mouvement de rocade en cours d'opération, de 110 trains non prévus initialement, doit donc couper une partie des lignes alors que la concentration n'est pas encore terminée. Ce mouvement est ordonné le 16 août, avec application du 16 au 20 à raison de 48 marches le premier jour, départ des gares de Toul, Foug et Pagny-sur-Meuse, en passant par Revigny, Sainte-Menehould, Amagne, Liart et Hirson, avec commission régulatrice à Sorcy, pour arriver à Solre-le-Château. Idem pour le 9e corps, retiré à la 2e armée le 19 août pour être affecté à la 4e, avec transfert à partir du 19 de Nancy sur deux lignes, l'une via Lérouville et Verdun pour arriver à Sedan, l'autre via Joinville, Saint-Dizier, Châlons, Reims et Charleville (ce détour pour ne pas surcharger la ligne de Paris à Nancy) pour débarquer à Tournes. Le 22 août, un contre-ordre est donné par le grand quartier général, alors que 55 trains sont déjà partis, emportant la moitié de la 17e DI (le 9e corps est reconstitué dans les Ardennes avec une « 17e division provisoire » et la division marocaine, tandis que la 18e DI reste en Lorraine). Comme cette expérience de manœuvre de rocade a été malgré tout réussie, le major-général Émile Belin conclut : « puisque cela a si bien marché on en fera d'autres ».
Le Corps expéditionnaire britannique (British Expeditionary Force), commandé par le Field marshal John French, arrive tardivement. La mobilisation britannique est effective le 4 août ; le 6 août, les Britanniques annoncent l'arrivée à partir du 9 août de quatre divisions d'infanterie : toute l'armée régulière britannique ne traverse pas, une partie étant maintenue dans l'archipel pour repousser un hypothétique débarquement allemand. Quatre divisions d'infanterie et une de cavalerie débarquent du 9 au 17 août au Havre, à Rouen et à Boulogne, puis sont transportées par voies ferrées jusqu'au Cateau et Maubeuge, à l'extrémité gauche du dispositif français, et sont opérationnelles à partir du 20 : les 1re (en), 2e, 3e et 5e DI, complétées le 22 par la 19e  brigade (en) et le 25 par la 4e DI. La 6e DI ne débarque que le 9 septembre et rejoint le front le 15 septembre.
Le 18 août 1914, toutes les unités combattantes sont déployées ; les derniers trains de concentration arrivent le 20 (pour la logistique et les parcs). Les lignes sont réduites à une pour chacune des cinq puis six armées (ordre de création de l'armée d'Alsace le 10 août, appliqué à partir du 11), avec donc six gares régulatrices (GR de communication) : Besançon, Gray, Is-sur-Tille, Troyes, Châlons et Reims (avec annexe à Laon). Ces gares reçoivent quotidiennement de l'intérieur les vivres, les munitions, le matériel, les chevaux et les hommes de remplacement, ainsi que le courrier postal ; les wagons sont désormais triés et réexpédiés pour chaque corps d'armée ou groupe de divisions de réserve.

### Offensives françaises

La bataille des Frontières, en août 1914 : les offensives françaises sont partout repoussées par les Allemands.

Conformément aux Directives pour la concentration de février 1914, les forces françaises passent à l'offensive le plus tôt possible, d'abord en Alsace, puis en Lorraine et dans les Ardennes. Au même moment, l'Armée russe attaque en Prusse-Orientale, alors que sa mobilisation n'est pas terminée.

« Considérant que la guerre a été déclarée par l'Allemagne d'abord à la Russie, et que la France, en tant que notre alliée, a estimé comme de son devoir de venir immédiatement à notre aide, il est naturel et indispensable qu'en vertu de nos obligations d'alliés nous soutenions les Français, puisque les Allemands dirigent contre eux leur offensive principale. Cet appui, nous le leur donnerons, en prononçant le plus rapidement possible notre attaque contre les forces allemandes en Prusse-Orientale. Cette attaque, la Ire armée pourra la commencer pour attirer sur elle le plus possible de forces ennemies. […] L'attaque des armées du front Nord-Ouest pourrait déjà commencer le quatorzième jour de la mobilisation (13 août). »

— Directive du grand-duc Nicolas (commandant en chef) au général Jilinski (chef du front Nord-Ouest), le 10 août 1914.
Non seulement toutes les offensives françaises et russes sont repoussées par les forces allemandes (batailles des Frontières et de Tannenberg), mais le flanc gauche français est rapidement menacé d'enveloppement, obligeant Joffre à ordonner la retraite.

#### Échec en Alsace
La première opération française concerne une offensive débouchant de la trouée de Belfort et du col d'Oderen, pour entrer en territoire allemand et conquérir l'Alsace en direction de Colmar. Cette action est confiée au 7e corps d'armée, qui en tant que corps de couverture est à plein effectif dès le 3 août. Sa mission est en fait de faire diversion et d'attirer des forces allemandes. Le 5 août, le chef du 7e corps, le général Louis Bonneau, reçoit l'ordre du Grand Quartier général de s'avancer à partir du surlendemain.
En conséquence, le 7 août les Français prennent Thann, Masevaux et Altkirch, en accrochant la couverture allemande qui bat en retraite. Le 8 dans l'après-midi, la 14e DI entre sans combat dans Mulhouse. La réaction allemande a lieu le lendemain 9 août, par une double contre-attaque menée par trois divisions d'une part sur Cernay, d'autre part sur Illzach et Riedisheim, obligeant les deux divisions françaises à se retirer le 10 août sous la protection de la place fortifiée de Belfort.
En réaction à ce premier échec, Joffre limoge le général Bonneau, créé une armée d'Alsace confiée au général Paul Pau, comprenant le 7e corps (pris sur la 1re armée), la 44e DI et des chasseurs alpins (pris sur l'armée des Alpes), la 57e DR (prise à Belfort) ainsi que les 63e et 66e DR (prises sur le 1er GDR). Cette armée s'avance vers l'est à partir du 14 août, entrant de nouveau dans Mulhouse le 19 (bataille de Dornach), s'approchant de Colmar le 21. Le 25, l'armée se replie de nouveau sur Belfort puis est dissoute, les troupes étant nécessaires ailleurs.

#### Échec en Lorraine

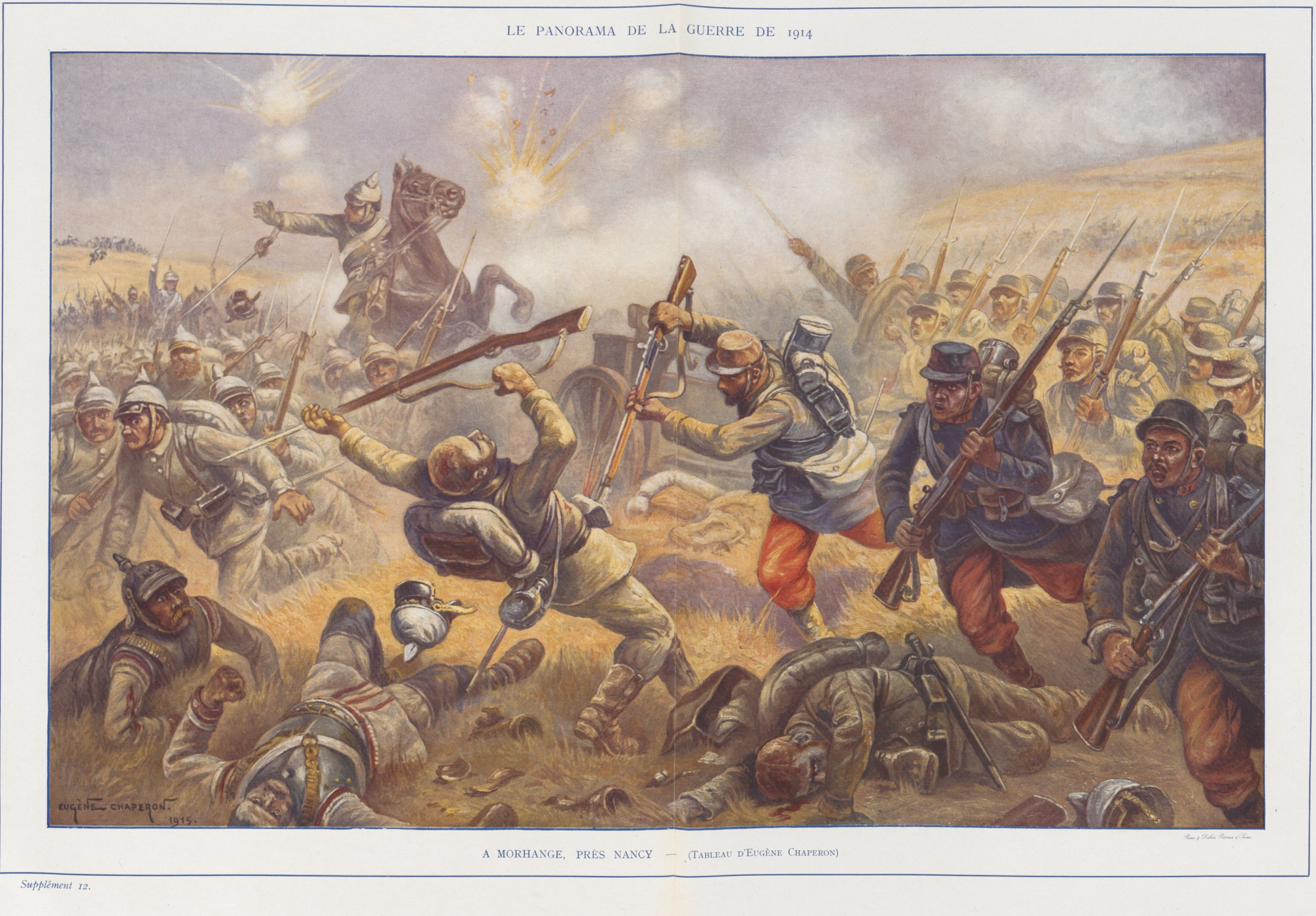
La bataille de Morhange, tel que représentée en 1915. Le combat au sabre (ici, des cavaliers de la division de cavalerie bavaroise) et à la baïonnette tient encore une grande place dans l'imaginaire militaire ; il s'agit d'une œuvre de propagande, loin de la réalité des combats de 1914.

La deuxième offensive française est bien plus importante que la première, avec la presque totalité des 1re et 2e armées françaises, soit neuf corps d'armée. Une fois déployées, ces troupes passent à l'offensive vers le nord à partir du 14 août, entrant en territoire allemand, la 1re armée en direction de Sarrebourg et la 2e vers Morhange. Le 19, le front forme un arc de cercle en travers du plateau lorrain, les Français s'avançant entre la place de Metz et les Vosges, ce qui les oblige à couvrir leurs flancs avec deux corps de chaque côté. Cette difficulté avait été évoquée avant-guerre par le général Castelnau, commandant désigné de la 2e armée :

« Le système fortifié d'Alsace-Lorraine rend particulièrement laborieuse et lente la pénétration des armées françaises dans le bassin de la Sarre. Notre offensive dans cette région, soit par la trouée de Delme, soit par le couloir de Sarrebourg, se heurtera de front à des organisations défensives du moment qui ralentiront sa progression et exigeront de longs et violents efforts. Son flanc gauche restera exposé à une contre-attaque débouchant de Metz sur un front protégé de 30 km environ (de la Moselle au fort Sainte-Barbe). Son flanc droit sera de même menacé par l'action de forces réservées au nord et sous la protection de Strasbourg et débouchant par le seuil de Saverne. Enfin cette offensive ne doit être logiquement tentée que si le couloir de l'Alsace et les ponts du Rhin en amont de Strasbourg sont maîtrisés par nos forces. »

— Édouard de Castelnau, Mémoire pour servir à l'établissement d'un plan de guerre, Paris, Conseil supérieur de la Guerre, février-juin 1914, p. 29-30.
Le 20 août vers 4 h, les Allemands passent à la contre-offensive : le 15e corps français part en déroute, tandis que le 20e perd une partie de son artillerie. Dès 10 h 10, le commandant la 2e armée ordonne la retraite, imitée rapidement par celui la 1re armée. Le 22 août, les troupes allemandes prennent Lunéville ; le 23, elles commencent à traverser la Meurthe, s'engageant dans la trouée de Charmes, entre Nancy et la place d'Épinal. Le front se stabilise à partir du 24 août lors de la bataille de la trouée de Charmes.

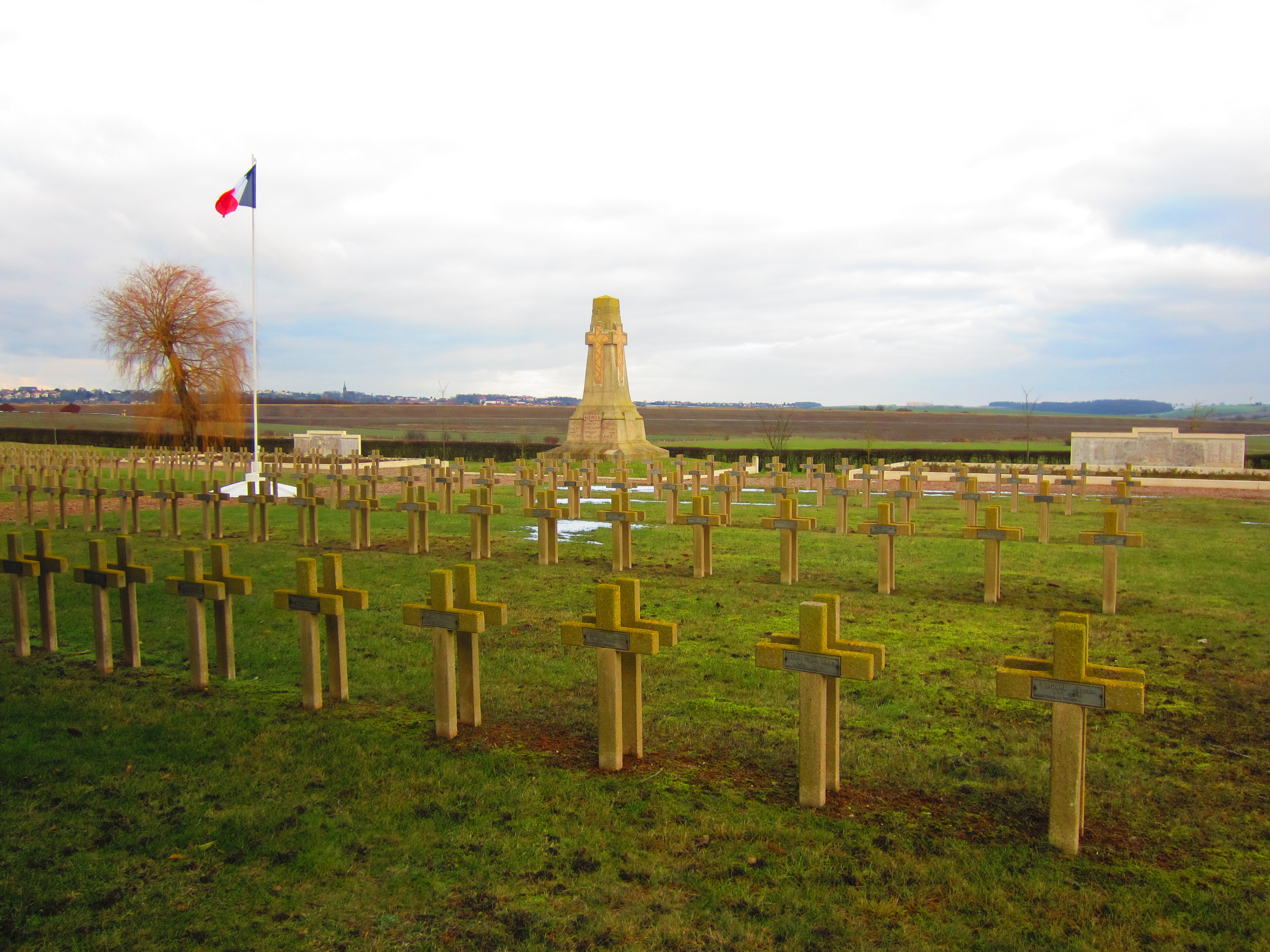
La nécropole militaire de Riche, au sud de Morhange : les vainqueurs font enterrer les vaincus dans des fosses après la bataille. Les corps sont regroupés et ré-enterrés après-guerre, les identifiables dans des tombes individuelles.

La victoire des troupes allemandes s'explique d'abord par leur supériorité numérique, la 6e armée allemande du Kronprinz de Bavière disposait de huit corps d'armée (renforcés de six divisions supplémentaires) face à cinq français ; par une meilleure connaissance du terrain, le 21e corps allemand de Metz et les corps bavarois s'entraînent depuis 40 ans sur le plateau lorrain ; par une meilleure disposition tactique, le front formant au matin du 20 août un vaste arc de cercle menaçant les deux flancs français. Une autre explication, diffusée par les périodiques et les images d'Épinal puis reprise par nombre d'auteurs, serait que l'infanterie française aurait chargé à la baïonnette des positions allemandes bétonnées et aurait été fauchée par les tirs des mitrailleuses : dans la pratique, le règlement français impose l'emploi du soutien d'artillerie lors d'une attaque, l'infanterie ne s'est presque jamais approchée à moins de 400-500 mètres des lignes adverses, tandis que les troupes allemandes manœuvrent et attaquent le 20, utilisant peu leurs mitrailleuses, lourdes et dépendant des routes. Que ce soit côté français ou allemand, les fantassins apprennent très vite à se coucher et à se disperser en tirailleurs pour ne pas se faire immédiatement faucher par les shrapnels et les balles, tandis que les artilleurs abandonnent presque définitivement le tir à vue.

#### Redéploiement face à la Belgique
La violation allemande de la neutralité du Luxembourg et de la Belgique était une éventualité prévue de longue date par l'État-Major, avec une parade intégrée au plan XVII : déployer deux armées (les 5e et 4e) entre Mézières et Verdun pour contre-attaquer à travers le Luxembourg belge en direction d'Arlon et de Neufchâteau. L'État-Major français estime que l'offensive allemande doit se limiter au sud de l'axe Meuse – Sambre, faute de moyens :

« Pour envahir la Belgique, nos adversaires ne disposeront tout au plus que de dix corps d'armée, douze au maximum, s'ils engagent la totalité de leurs réserves stratégiques (ce qui ne signifie pas leurs contingents de réservistes) y compris les deux corps de la Garde. Eh bien général, voici un double décimètre, veuillez mesurer la distance qui sépare Malmedy de Lille et calculer le développement dangereux pour leurs troupes d'un mouvement aussi excentrique par rapport à leur ligne d'invasion. Ce serait une grave imprudence de leur part ! Mais ils ne commettront pas cette faute et nous n'aurons pas cette chance-là ! »

— Déclaration du général Édouard de Castelnau au général Albert-Isidore Lebas, gouverneur de Lille, à propos du déclassement de la place forte.
Dès le 2 août au soir, le GQG ordonne l'application de la variante. Le 8 août, l’Instruction générale considère que les Allemands marchent vers Sedan, voyant l'affaire de Liège comme une action pour sécuriser leur flanc, opinion confirmée par les renseignements le 9 : sur les 26 corps d'armée allemands du temps de paix, le deuxième bureau en a localisé 21, à savoir quatre face à la Russie, sept face à la France, dix face à la Belgique et au Luxembourg. Mais le 10, l'aviation française repère des colonnes allemandes marchant à travers la Belgique vers l'ouest ; le 11, des patrouilles de cavalerie allemande sont signalée devant Dinant : les Allemands semblent vouloir étendre leur dispositif jusqu'au nord de la Meuse. Le 12, la réaction du GQG est de déployer la gauche de la 5e armée (le 1er corps) jusqu'à Givet. Le 13, deux autres corps allemands sont identifiés, portant à douze corps leurs forces en Belgique, d'où le renforcement de la 5e armée avec les 37e et 38e divisions (venant d'Algérie), débarquées jusqu'au 16. Le 14, Joffre envoie trois divisions territoriales (les 81e, 82e et 88e divisions) former un barrage de Dunkerque à Maubeuge contre les incursions de la cavalerie allemande ; ces trois divisions forment le « groupe d'Amade », du nom de leur chef. Puis le lendemain 15 août, en apprenant que des combats ont eu lieu à Dinant, il ordonne à la 5e armée renforcée par le corps de cavalerie et par le 4e GDR de se redéployer au nord des Ardennes, en passant par Mariembourg et Philippeville : « l'ennemi semble porter son principal effort par son aile droite au nord de Givet. Un autre groupement de forces parait marcher sur le front Sedan, Montmédy, Damvillers ».
Pendant ce temps les 4e et 3e armées sont redéployées le long de la Meuse et de la Chiers, de Sedan jusqu'à Étain, la 4e armée doublant de volume en recevant trois corps de renfort (le 2e corps le 8 août, le 11e le 16 et le 9e le 20). L'idée de l'État-Major est que désormais le groupe formé par le Corps expéditionnaire britannique et la 5e armée française fixerait l'aile droite allemande, tandis que les 4e et 3e armées françaises attaqueraient au centre dans les Ardennes, encerclant ainsi les Allemands entrés en Belgique. Ainsi, se croyant en situation de supériorité numérique en Belgique (31 divisions d'infanterie franco-britanniques le 20 août, sans compter les divisions de réserve, contre une estimation de 24 allemandes), les états-majors français se préparent à passer à l'offensive à partir du 21 août de Maubeuge à Longuyon. Mais en face, c'est en réalité 48 divisions d'infanterie allemandes qui approchent (sans compter les deux corps s'occupant d'Anvers et de Namur), car l'État-Major allemand a tout de suite mis en ligne les divisions de réserve. Le 16, le 19 puis le 20, le commandant de la 4e armée Fernand de Langle de Cary demande à passer à l'action, mais Joffre estime que c'est prématuré : il faut que toute l'aile droite allemande s'avance plus à l'ouest pour pouvoir l'encercler, il faut donc « ne pas dévoiler notre manœuvre avant le moment où elle sera déclenchée ». « Je comprends votre impatience, mais j'estime qu'il n'est pas encore temps de partir. Plus la région Arlon, Audun-le-Roman, Luxembourg sera dégarnie, mieux cela vaudra pour nous ». Le 20 au soir, Joffre donne l'ordre de se mettre en marche à l'aube, la 4e en direction de Neufchâteau et la 3e vers Arlon. Le 21 au soir, la 4e armée, qui a atteint la Semois, reçoit du GQG les ordres suivant : « La IVe armée continuera son mouvement vers le nord dans la zone qui lui a été assignée, et attaquera toute troupe ennemie qui se rencontrera dans cette zone. Le but à poursuivre est d'acculer à la Meuse entre Dinant, Namur et l'Ourthe, toutes les forces ennemies qui se trouveraient dans cette région ». Langle fait donc transmettre à ses unités : « Pas de nouveaux renseignements sur l'ennemi. Aujourd'hui 22 août, offensive générale vers le nord. L'ennemi sera attaqué partout où on le rencontrera […] ».

#### Échec en Belgique
Dans l'Ardenne, l'offensive française est détectée par les Allemands le 21 : les 4e et 5e armées allemandes, composées de vingt divisions d'infanterie (au lieu des six estimées par les Français), se déploient face au sud. Le 22 août, le milieu forestier compartimente le champ de bataille en une quinzaine de batailles parallèles, dans lesquelles les Français en colonne de marche sont pris en embuscade par des Allemands déployés pour un combat de rencontre : dans presque tous les cas ce sont des défaites françaises, notamment autour de Rossignol (la 3e DIC y perd 11 900 hommes, ses canons et ses trois généraux), d'Ethe (la 7e DI française y laisse un tiers de son effectif) et de Bertrix (le 17e corps y est mis en déroute). Le 23 au matin, Joffre envisage de relancer la 4e armée à l'offensive : « l'ensemble des renseignements recueillis ne montre devant votre front que trois corps et demi environ. Par suite, il faut reprendre l'offensive le plus tôt possible ». Langle lui répond qu'il est dans « la nécessité absolue de reformer les unités dissociées sur une position de repli ». Le 24 août, la 4e armée française retraverse la frontière pour se replier derrière la Meuse et la Chiers, poursuivie par les Allemands.
À l'extrémité nord, le Corps expéditionnaire britannique (quatre divisions d'infanterie), la 4e division belge (dans la position fortifiée de Namur) et la 5e armée française (dix divisions) rencontrent à partir du 21 les 1re, 2e et 3e armées allemandes (qui serrent 24 divisions en première ligne). Enfoncé au centre, menacé sur les flanc, le général Charles Lanrezac ordonne la retraite le 23 au soir, en même temps que les Britanniques.
Le 24 août, l'armée britannique ainsi que les 5e, 4e et 3e armées françaises sont en retraite : c'est le début de la Grande Retraite qui conduit ces troupes jusqu'au sud de la Marne le 5 septembre. Seules les troupes déployées en Lorraine résistent en s'appuyant sur les fortifications de l'Est. Le commandement français estime à la fin du mois d'août ses pertes, d'après les états reçus au GQG : 206 515 hommes ont été perdus, dont 20 253 tués, 78 468 blessés et 107 794 disparus (parmi les disparus figurent les prisonniers ainsi que les blessés et tués abandonnés sur le champ de bataille). Les estimations rien que pendant la journée du 22 sont de 25 000 Français tués : « C'est ainsi que la journée du 22 août 1914 apparaît comme la plus meurtrière de toute la Première Guerre mondiale pour l'Armée française ».

## Controverse

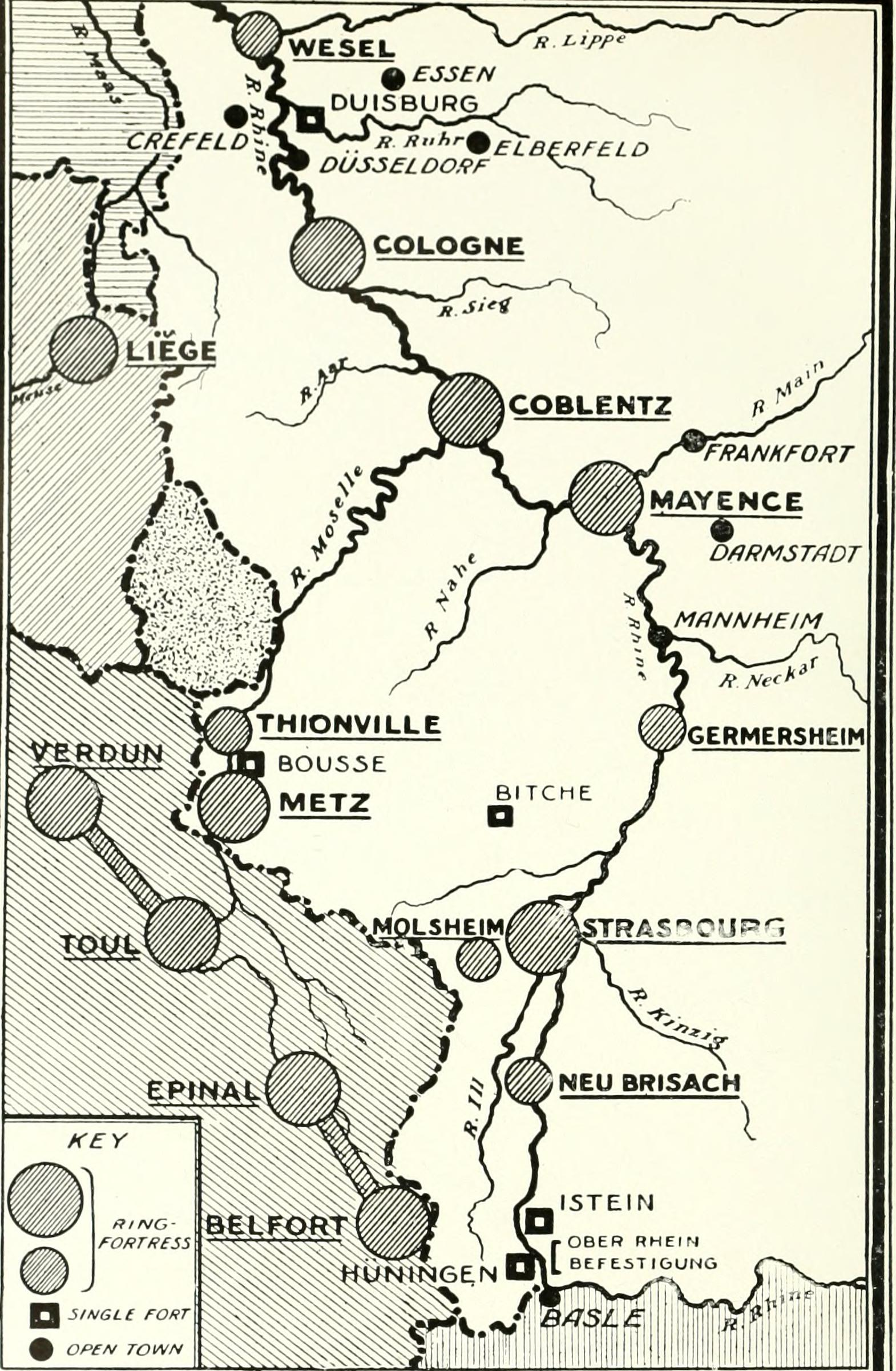
Carte simplifiée des fortifications belges, françaises et allemandes en 1914. Les opérations prenaient en compte les places fortes, en s'appuyant dessus, ou en évitant celles de l'adversaire. Une exception : les forts de Liège, tous pris dès août 1914.

À la suite de la série de défaites françaises appelée la bataille des Frontières, les différents acteurs ont cherché à se rejeter mutuellement les responsabilités. On retrouve ces débats chez les auteurs ultérieurs, y compris un siècle après.

### Critiques du plan
Traditionnellement, tous les ouvrages et cours sur la Grande Guerre débutent par une présentation, carte à l'appui, du plan Schlieffen face au plan XVII, comparaison toujours aux dépens du plan français, en omettant que, contrairement au plan allemand, le plan XVII n'est pas un plan d'opération mais un plan de concentration. L'historiographie sur le sujet débat plutôt sur ce que voulait faire Joffre une fois les armées déployées.
En 1919, une commission d'enquête parlementaire travaille sur l'abandon du bassin minier de Briey et donc sur les causes des échecs français d'août 1914,, auditionnant plusieurs généraux dont le maréchal Joseph Joffre. Quand le président de la commission Maurice Viollette interroge le généralissime sur son plan d'opérations, celui-ci déclare ne pas se souvenir qui avait travaillé dessus. Quand on lui demande des traces écrites, il répond « il y en a peut-être, mais ce n'est pas moi qui les ai rédigées », avec en conclusion « vous me demandez un tas de choses auxquelles je ne puis rien vous répondre, je ne sais rien ».
Dans les années 1920, les décisions de Joffre sont critiqués par des généraux limogés au tout début de la guerre. Les publications des généraux Charles Lanrezac (Le plan de campagne français et le premier mois de la guerre), Emmanuel Ruffey (qui rend public une note de mai 1914 dans laquelle il propose de déployer des armées au nord de la Sambre), Alexandre Percin (1914 : les erreurs du haut commandement), Émile Edmond Legrand-Girarde (Opérations du 21e corps d'armée) et Edgard de Trentinian (L'État-major en 1914 et la 7e division du 4e corps) ont été sur ce thème particulièrement incisifs. Joseph Gallieni égratigne lui aussi Joffre dès la première page de La bataille de la Marne : « il avait négligé l'expérience des dernières guerres de Mandchourie et des Balkans ». Leur point de vue est immédiatement repris par leurs relations politiques, puis ultérieurement par nombre d'auteurs.

« Il [Joffre] n'a pas cherché à arrêter la marche de l'ennemi en Belgique, mais s'est entêté dans des offensives à caractères sentimental en Alsace et en Lorraine, dans des terrains fortifiés par les Allemands depuis quarante ans et où l'espoir de les vaincre était on ne peut plus illusoire. Ses détracteurs ont donc affirmé que son plan de campagne n'était pas le bon et que ses compétences stratégiques frôlaient la nullité. Ce sombre tableau est-il fidèle à la réalité ? Entre l'imbécile et le génie, il y a de la place pour quelques nuances. »

— Jean-Yves Le Naour, 1914 : La grande illusion, 2012.

### Justification de Joffre
Joffre s'explique, d'une part dans 1914-1915 : la préparation de la guerre et la conduite des opérations édité en 1920, d'autre part dans ses Mémoires édités en 1932 juste après sa mort. Dans ces dernières, il justifie le fait que le plan XVII n'était pas un plan d'opérations à proprement parler : « j'étais pénétré de cette idée qu'il était impossible de fixer longtemps à l'avance une manœuvre définitive à exécuter ; il faut en effet tenir compte de toutes les inconnues qui compliquaient le problème. […] Je l'ai affirmé devant la commission de Briey : le plan d'opérations ne peut être fait qu'en tenant compte des événements et des renseignements qui arrivent au cours des opérations. Ce n'est pas un immuable schéma qui sera appliqué quoi qu'il advienne ; on ne peut l'établir que quelques jours après la mobilisation, quand les choses se dessinent ». Plus loin : « C'est pour toutes ces raisons qu'il n'y a jamais eu de plan d'opérations écrit. D'ailleurs, personne n'avait à m'en demander compte. Le plan d'opérations est, en effet, essentiellement l'œuvre personnelle du général en chef. Jamais aucun plan d'opérations n'a été établi par l'État-Major de l'Armée dont le travail se limite à la préparation de la concentration. Il est établi sous l'entière responsabilité du général en chef, sans qu'il soit possible de lui en demander communication officielle en vue d'une discussion ou d'une approbation […]. C'est pourquoi je suis fondé à affirmer que le plan d'opérations intégral n'a jamais été écrit ».

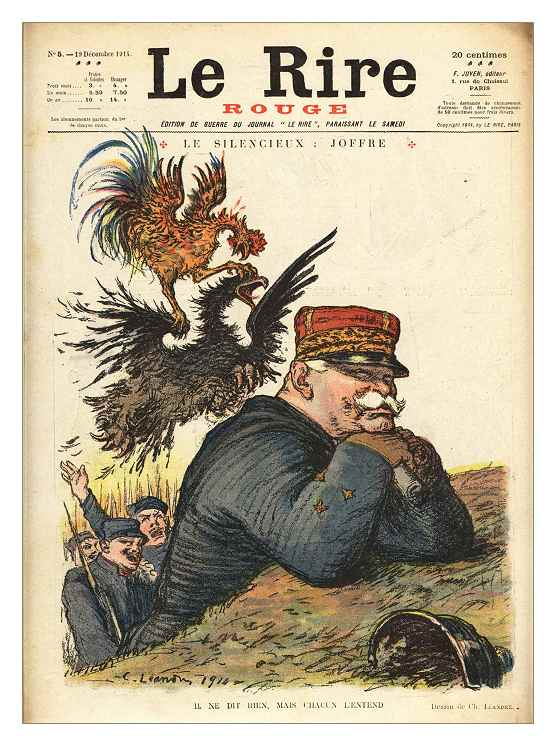
« Le silencieux : Joffre - Il ne dit rien mais chacun l'entend ». Caricature de Charles Léandre dans Le Rire rouge, 19 décembre 1914.

Le plan XVII est effectivement avant tout logistique : la mobilisation et la concentration sont des affaires essentiellement ferroviaires, domaine de spécialité de Joffre. Pour les aspects opérationnels, le plan prévoit une attitude offensive, mais sans rien prévoir au-delà de l'engagement initial pour pouvoir s'adapter à l'attitude allemande, d'où le maintien de la 4e armée en réserve avec une variante étendant le front à l'ouest de Charleville-Mézières. Joffre présente l'offensive en Lorraine comme une opération secondaire visant à accrocher l'adversaire, tandis que démarrerait juste après « l'effort principal par le Luxembourg et le Luxembourg belge, en menaçant les communications des forces allemandes qui franchissaient la Meuse entre Namur et la frontière hollandaise », l'aile gauche ayant « à contenir les forces allemandes qui déboucheront de la Meuse ». Maurice Gamelin, qui était un proche de Joffre et commandant affecté à l'État-Major en 1914, rajoute : « Si je n'avais peur de paraître pédant, je dirais que cette conception était celle de la bataille d'Austerlitz à l'échelle des masses modernes, les Ardennes belges étant le plateau de Pratzen. »
L'idée de Joffre, une fois que l'invasion allemande de la Belgique est confirmée, est d'abord de les laisser s'y avancer, n'envoyant que le corps de cavalerie pour obtenir quelques renseignements ; de lancer quelques offensives en Alsace et en Lorraine pour satisfaire aux obligations de l'alliance franco-russe et surtout fixer un maximum de soldats allemands, faisant en sorte que l'aile marchante de l'ennemi chargée de déferler sur le Nord de la France soit de cette façon considérablement amoindrie ; enfin, quand celle-ci est très engagée en Belgique, attaquer violemment dans les Ardennes belges pour bousculer le centre de l'ennemi, couper son armée en deux avant de la détruire. D'où l'ordre de Langle aux corps de sa 4e armée : « Il est donc d'une importance capitale que nous laissions l'ennemi s'écouler devant nous, vers le nord-ouest, sans l'attaquer prématurément. » Enfin, le 21 août, Joffre ordonne à Langle et Ruffey de lancer leurs armées dans les Ardennes, sur le flanc allemand : « La 4e armée […] attaquera toute troupe ennemie qui se rencontrera dans cette zone. Le but à poursuivre est d'acculer à la Meuse, entre Dinant, Namur et l'Ourthe, toutes les forces adverses qui se trouvent dans cette région. »
Des auteurs expliquent la défaite française à cause de l'habillement trop voyant, le manque de mitrailleuses, le manque d'artillerie lourde, la faiblesse du renseignement, ou la médiocrité de l'instruction tactique des unités. Joffre et l'historien Jean-Claude Delhez rejettent la responsabilité sur les subordonnés (au premier chef Langle, Ruffey, Maistre et Grossetti) :

« Un des principaux motifs de l'échec de l'offensive fut que notre instrument de combat n'eut pas le rendement qu'on était en droit d'en attendre. Il y eut de nombreuses défaillances dans nos grandes unités, dont plusieurs, surprises ou mal engagées, ont fondu très rapidement et reflué, exposant les unités voisines à des pertes sévères. C'est la période la plus difficile de mon existence.

Dans ces circonstances, le commandant en chef a considéré comme un devoir absolu de relever de leur commandement les chefs à qui incombait la responsabilité de ces défaillances. »

— Joseph Joffre, 1914-1915 : la préparation de la guerre et la conduite des opérations, 1920.